# 東京

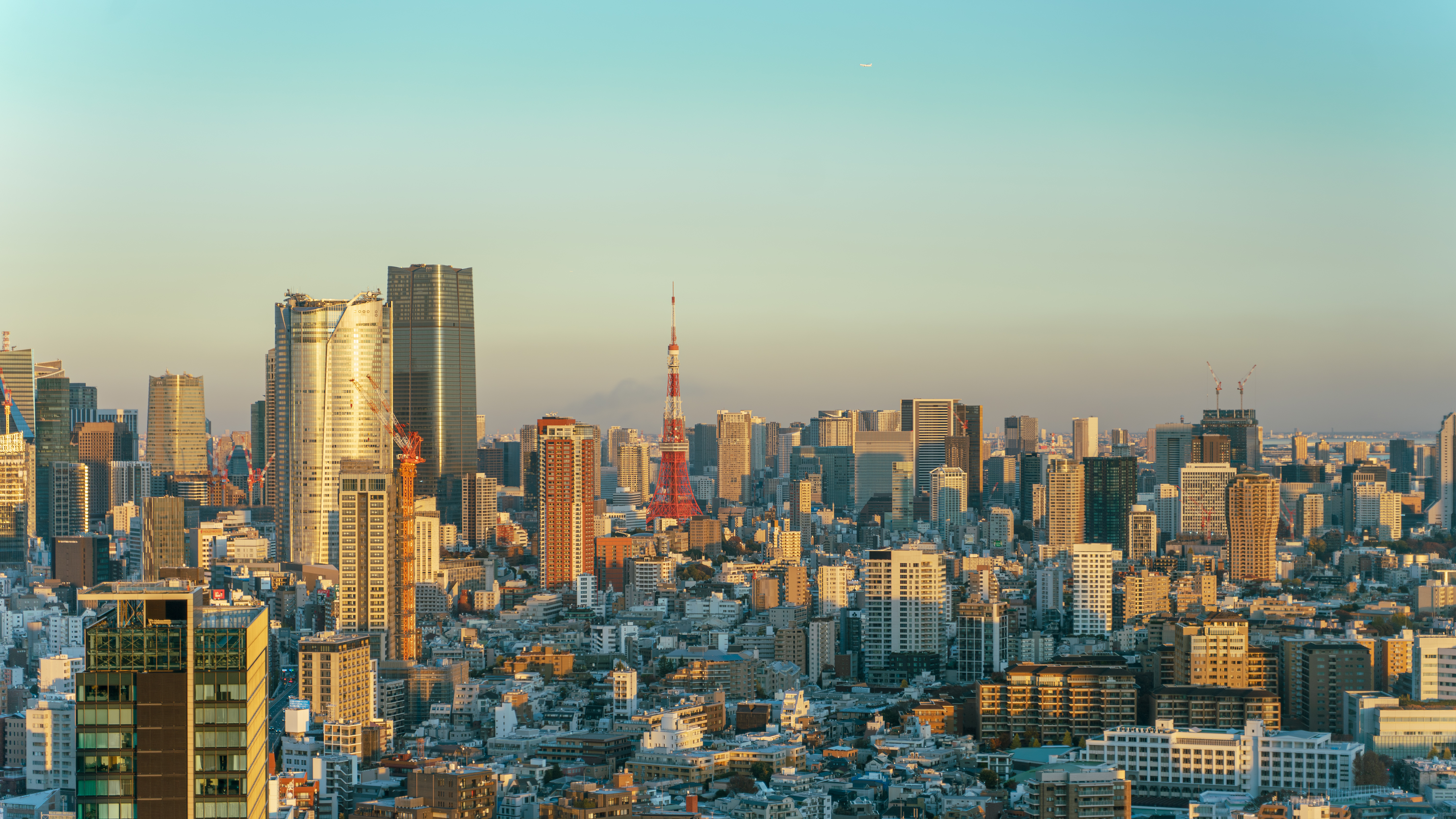
東京の風景

東京（とうきょう）は、日本の関東地方の地名。関東平野の南部に位置し、東京湾に面する都市。首都機能が置かれる。
「東京」は広域的地方公共団体である東京都を指す場合や、特に東京都区部を指す場合がある。

## 概要

### 奠都に至った経緯
東京は、江戸幕府が置かれていた都市である江戸（えど）を、佐藤信淵の書に影響を受けた大久保利通が「東京」と改称することを建言し、その建言に沿って1868年9月3日（慶応4年7月17日）に改称されたものである（江戸ヲ称シテ東京ト為スノ詔書）。江戸時代、江戸では徳川家の人々と老中らが政治を行っており、その一方で京都にも、朝廷があり、天皇と太政官がいるといった状態で、そもそも幕府と朝廷の関係は、1221年（承久3年）の承久の乱で鎌倉幕府側が天皇を罪人として裁いて流刑に処して以降、その力関係は複雑で、幕府側が朝廷の権力を制限し、京都に朝廷を監視する六波羅探題を置き、幕府の側が皇位継承等にも影響力を持つなど、実質的には幕府が日本を支配しており、すなわち名目と実質がずれる、簡単には説明できない二重構造（「複都制的」状態）があった。1869年3月28日に、京都に「都（みやこ）」としての位置付けを残したまま、「東京」に奠都（てんと）された。こうして東京は日本の事実上の首都の役割を担ってきた。

### 現在の東京
現在、東京は日本における政治・経済・文化の中心である。
政治面では、日本国政府が本拠地とする。立法府である国会議事堂、司法府の頂点である最高裁判所、行政府の長である内閣総理大臣の官邸、大臣や官僚が仕事をする中央省庁（霞が関）などは、いずれも東京の中心部である東京23区にある（ただし文部科学省の外局の文化庁のみ、2023年5月15日に京都府京都市上京区に移転）。
経済面では、日本の株式上場企業の本社のほとんどが東京に集中し、東京都のGDPは120兆2199億円（2022年度）であり、世界的な経済都市であり、アジアを代表する世界都市でもある。
数多くの展示会・見本市が東京23区で開催され、見本市都市として国内で圧倒的に優位に立ち、国際会議の開催件数も国内最多である。
文化・スポーツ面では、たとえば現在では（東京都内に）千数百におよぶ劇場・ホール・ライブハウス類があり多数のアーティストたちが活動する場であり、ポップカルチャーなどの新しい文化の発信地でもあり、ミシュランガイドの星つきの飲食店の数は世界最多で、世界各国の食文化が華開いている場所でもある。東京オリンピックも1964年と2020年（2021年）の2度開催され、2024年にはフォーミュラEの東京大会が東京の市街地で開催された。

### 観光・移住
東京は、日本各地、近隣の国々、世界各国から人々が観光に訪れる都市であり、2023年（令和5年）4月から6月までに東京を訪れた旅行者数は、日本人旅行者が約1億1,511万人、外国人旅行者が約521万人で、同時期の観光消費額は、日本人旅行者は約9,676億円、外国人旅行者は約8,783億円。東京に移住した外国人の人口は2020年1月時点でおよそ57万7千人で、独り暮らしや家族単位の暮らしをしている人々も多いが移民街も形成されており、《多文化共生》、つまり様々な国の文化背景を持つ人々が協力関係を築いて暮らすことが、以前からそれぞれの地区の善意の人々によって進められており、行政によっても積極的に推進されている都市でもある。

### 都市開発
東京は江戸時代からスクラップアンドビルドが激しい都市でもあり、近年も再開発により急速な変化を続けている。20世紀後半に行われた東京湾の埋め立てとウォーターフロント開発により、東京の土地面積は拡大しており、湾岸に超高層ビルが林立する特徴的な景観が形成されている。

## 地名
「東京」とは「東にある都」という意味である。
江戸を東京と改称する構想は、江戸時代後期の経世家である佐藤信淵が文政6年（1823年）に著した『混同秘策』にすでに現れていた。佐藤は、日本が世界に躍り出るためにはそもそも日本の守りを強固にする必要があるので、そのためには、都は江戸に移し、江戸を「東京」と呼び、大阪を「西京」と呼び、東京・西京・京都の三京にする、という構想を記したのである。

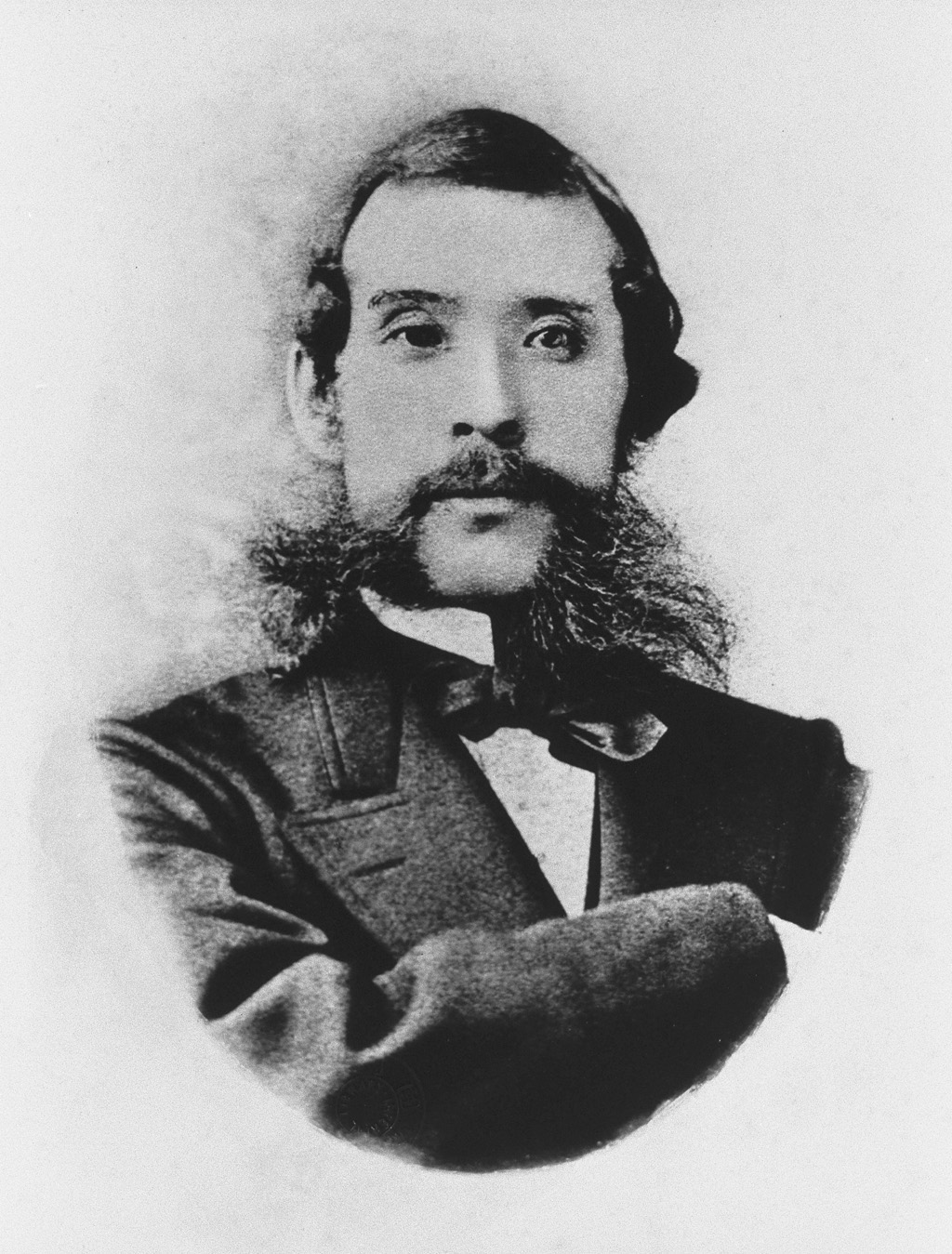
大久保利通が「東京」と改称することを提案

大久保利通が佐藤の書に影響を受けて江戸を東京と改称することを建言したという。
1868年9月3日（慶応4年（明治元年）7月17日）に出された『江戸ヲ称シテ東京ト為スノ詔書』において、江戸の町奉行支配地域を管轄する東京府が設置されると定められ、以後「東京」という名称が公式に用いられることになった。
こうして「東京」と表記されることは決まったのだが、読み方については根拠となるような法令が出たわけでもなかった。「とうきやう」（呉音）が正規に使われたが、明治20年代前半頃は漢音読みの習慣も残っていたため「とうけい」の読みも少なくなかった。日刊新聞の発達により人々が情報を共有する機会が広がり、第1期国定国語教科書で「東京」の振り仮名が「トーキョー」と表記され、混在はなくなった。
なお漢字については、昭和初期までは「東亰」という表記も混用されていた。この「亰」という文字は「京」の異体字である。「亰」を使ったのは、中国の東京（Dongjing、ドンジン）との混同を防ぐためともいわれるが、後に同じ字となった。

## 歴史

### 都市・江戸
名称の上では、江戸は東京の「前史」にあたりはするが、現在の東京の基本構造は「江戸」の基本構造がそのまま踏襲されているため、この記事でも概略を解説する。

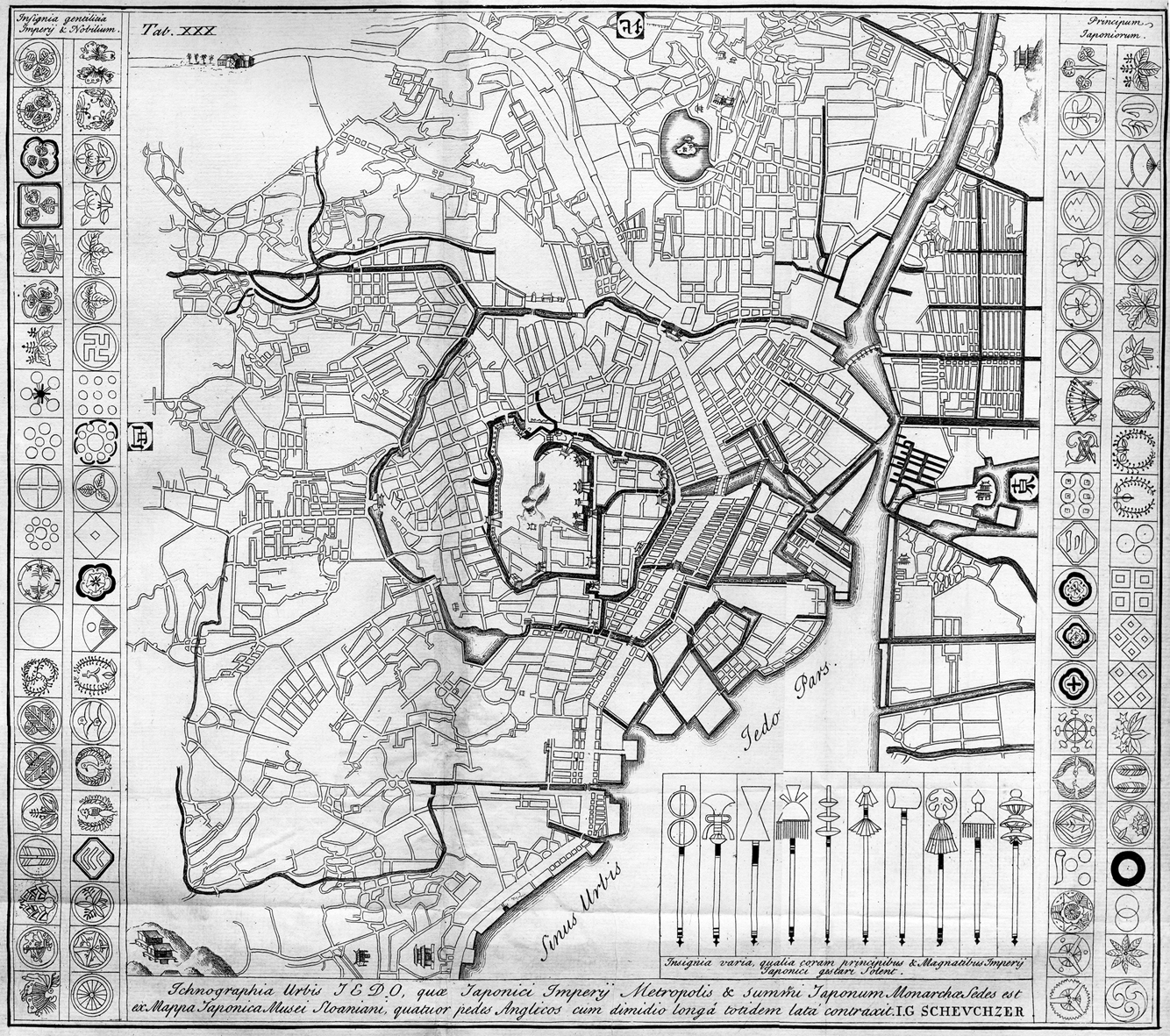
1727年に西欧で出版された江戸の地図

江戸は鎌倉幕府の歴史書『吾妻鏡』が史料での初見で、平安時代後半に発生した地名である。
平安時代中期の段階においては東京都心は武蔵国豊島郡桜田郷という地名であり、まだ江戸の名前は見えないが、後に同豊島郡に江戸郷の記載が見られるようになり、この街が江戸と称されるようになった。
後に秩父の秩父氏から分家した江戸氏によって豊島郡江戸郷を中心としたこの地は治められる事となった。江戸氏は後に江戸城が築城される土地に館を置いている。
太田氏が江戸氏を現在の東京都世田谷区喜多見まで追い出したあと、太田道灌が江戸氏の館の跡に江戸城を築城。江戸に城下町を構築する。
このころから江戸は規模が大きくなり、鎌倉街道から商人が出入りして江戸湾からは商船が入港したため市場も開かれた。
江戸氏の時代には武蔵国の中でも府中などと比べて小さな街であったが、太田氏の時代に現在に続く大都市としての基礎がつくられる事になる。
大永4年（1524年には、扇谷上杉氏を破った後北条氏の北条氏綱の支配下となる。
天正18年（1590年）、豊臣秀吉の小田原攻め（小田原征伐）の際に江戸城が開城。江戸は後北条氏の支配下から外れ、秀吉の命令によって江戸城に徳川家康が入る。
明治以降の東京に大きく影響を与えた江戸の街の構築は、太田氏や後北条氏から江戸を受け継いだ徳川家康による新たな構想に基づいている。徳川家康が入った当時の江戸は太田道灌以来の城下町ではあったが、後北条氏の支配下を通じて鎌倉や小田原と比べると規模の小さい寂れた都市で、幕府の拠点として発展させる上で大幅な土地造成が必要となった。
豊臣秀吉に命令され小田原攻めに参加した諸大名は、（それまでの日本にほとんど例がなかった）小田原城の壮大な総構え（従来のように戦乱時に城と主君ばかりを護り、商家や民家は見捨ててしまう、というやりかたではなく、商家や民家まで含めて地域（経済）全体を堀や城壁で護るしくみ）や、海際の土地でも川から真水を引き入れ飲料水として用いる巧みな水道技術（小田原早川上水）を目の当たりにした（目撃者のひとりに徳川家康もいた）。総がまえという発想やしくみを目の当たりにした豊臣秀吉は、後に大阪城を構築する時に商家・民家も囲む巨大な外堀という形で取り入れた。
徳川家康が築いた江戸城のまわりには（小田原城の総構えや、大阪城の巨大な堀を参考にしつつ）巨大な外堀および内堀が渦巻状（「の」の字状）に作られており、南北・東西に水路が張り巡らされ、内海（東京湾）や利根川にまで通じる水路が整備され、水運によって各地から江戸への物資供給および江戸内の物流を支え、また重要な交通インフラであった。
江戸は江戸湾に面していて、特に海寄りの場所では井戸を掘っても塩気のある水が出てしまい飲料水には適さなかった。（これはちょうど小田原城やその城下町が海の近くにあり、井戸水が塩水になり飲料水として使えなかったのと同じであった。）徳川家康は江戸に、小田原の早川上水と同じように川から真水を引く水道を作ることにし、（高低差等、さまざまな条件を考慮し）多摩川から水を引くことを命じ、多数の人々が参加した壮絶な工事の末に玉川上水が引かれたのである。
こうした骨格となるインフラは徳川の治世から現在の東京まで、基本的にはあまり変わらず継承されている。内堀は現在も皇居の周辺をとりかこみ、侵入者を防ぐ機能を果たしている。水路・運河は現在も多くが残っており、例えば小名木川は隅田川と（旧）中川を東西に結ぶ大きな水路（運河）であるが、昭和時代も重要な物流インフラであったのであり、現在でも運河沿いの工場に様々な資源物資を運ぶのに使われており、観光・遊覧船も行き来している。江戸城のお堀は1964年のオリンピックにあわせて都心に高速道路を通そうとした時にも道路を物理的に通すための貴重な空間として利用されたのであり、つまり時代を経て船が自動車に変わりはしたが、都市の交通を支える役割を果たしたのである。また、玉川上水は今も東京の水道局の現役の水道施設として活用されている。
東京という都市が比較的うまく発展してきたのは、この都市を太田氏や後北条氏の街から大改造して構想した徳川家康の先見性、大胆な構想力と細やかな配慮によるところが大きい。
また江戸の各場所に付けられた名称、例えば坂の名称、丘（山）の名称、町の名前 等々等々は、その多くが現在の東京にいたるまで用いられ続けている。江戸時代に作られた切絵図（区割した地図。市街図）に書かれている地名・町名・横丁名等の多くが現在まで継承されている。

ギャラリー
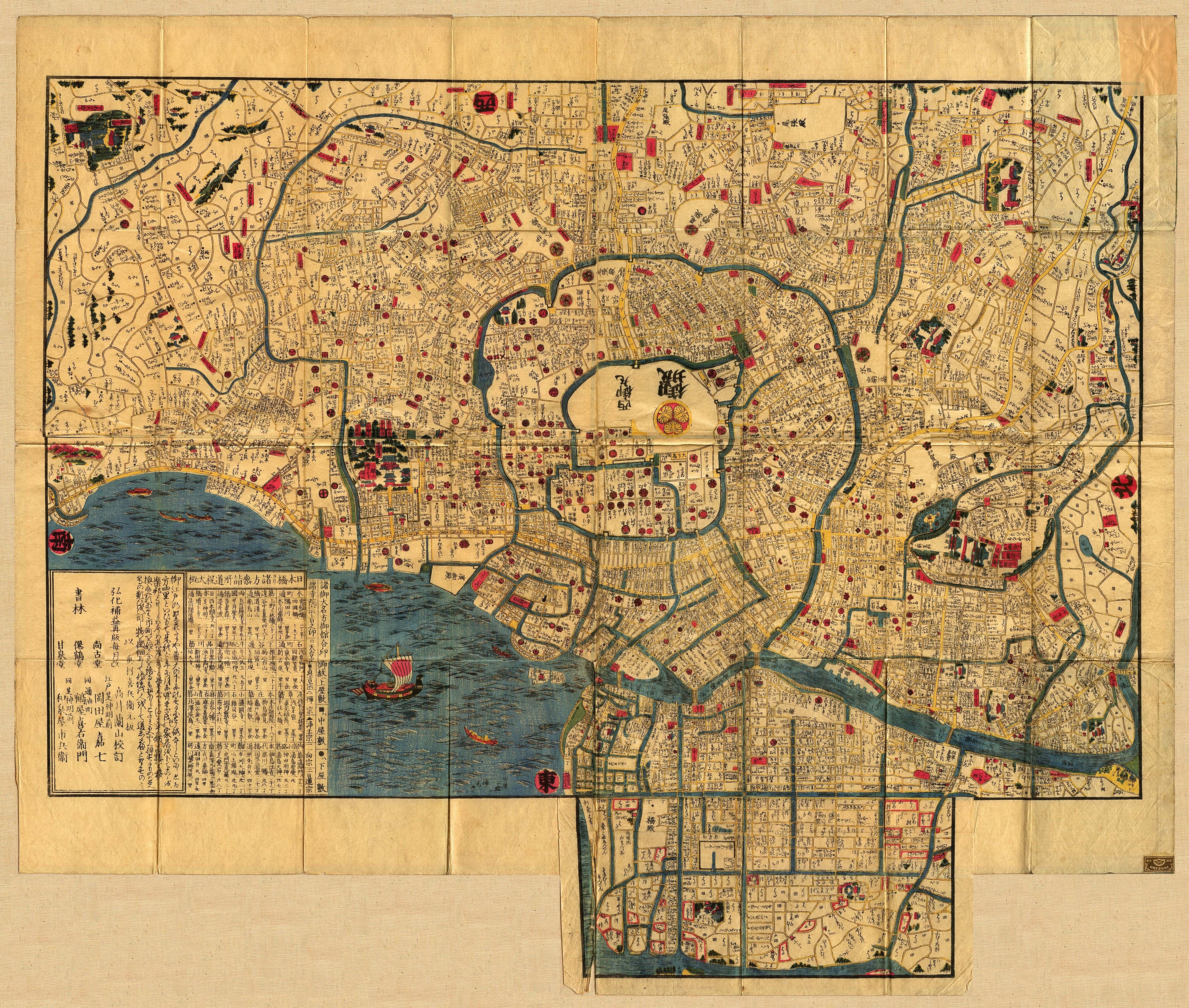
江戸の地図。1844-1848年。この地図は北が上ではなく、西辺りが上になっていることには注意。
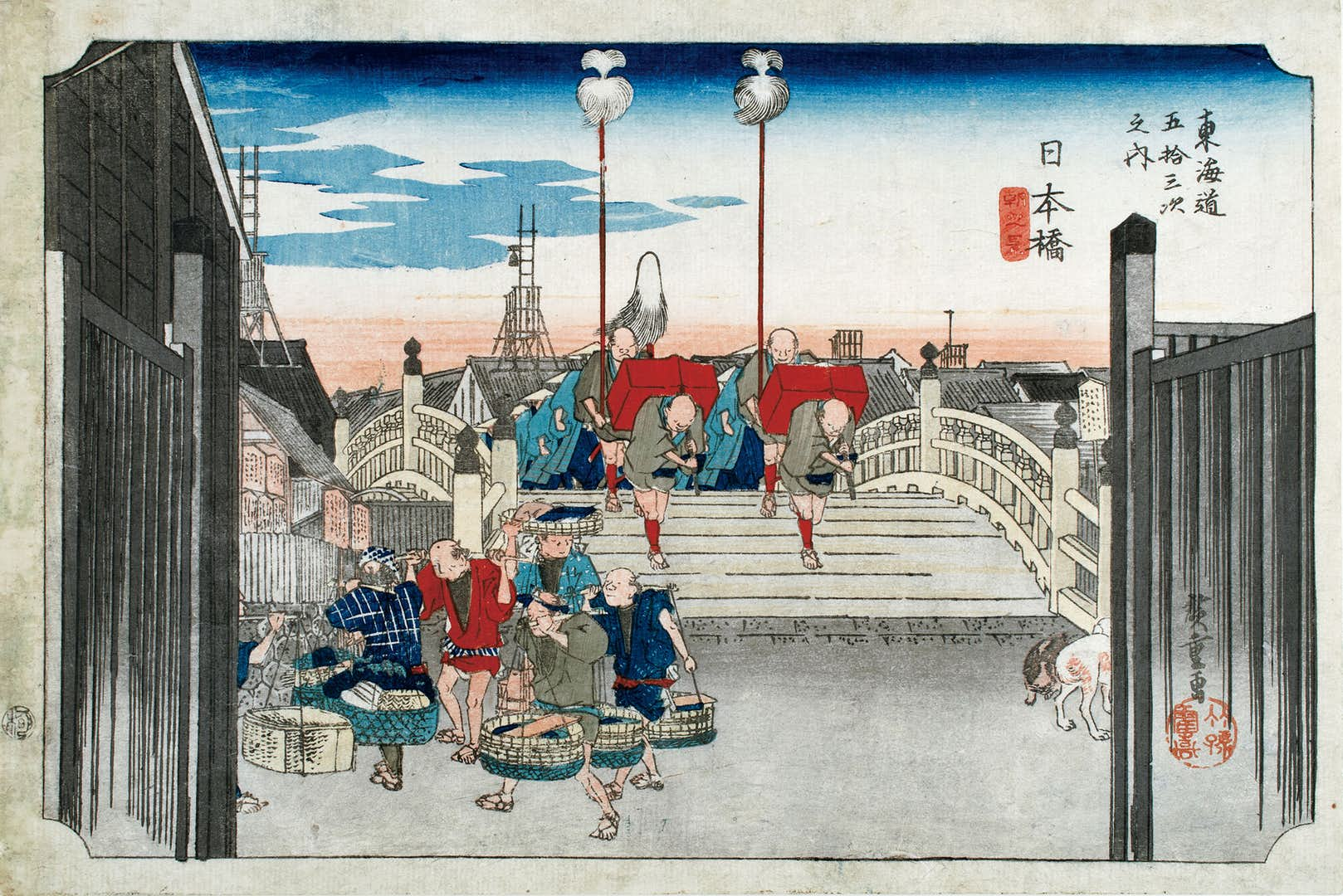
日本橋。（広重画、1833年頃）

### 東京の誕生と沿革
1868年（慶応4年）、江戸には江戸府が設置される。同年、江戸は東京と改称され、翌1869年（明治2年）に東京奠都が行われる。1871年の廃藩置県で改めて東京府が設置される。1889年には府内に東京市が置かれた。
1923年の関東大震災では多くの家屋が焼け、東京市では人口の3割強が減少した。関東大震災を契機に地盤が強固な新宿を中心に繁華街が西側に移動した。

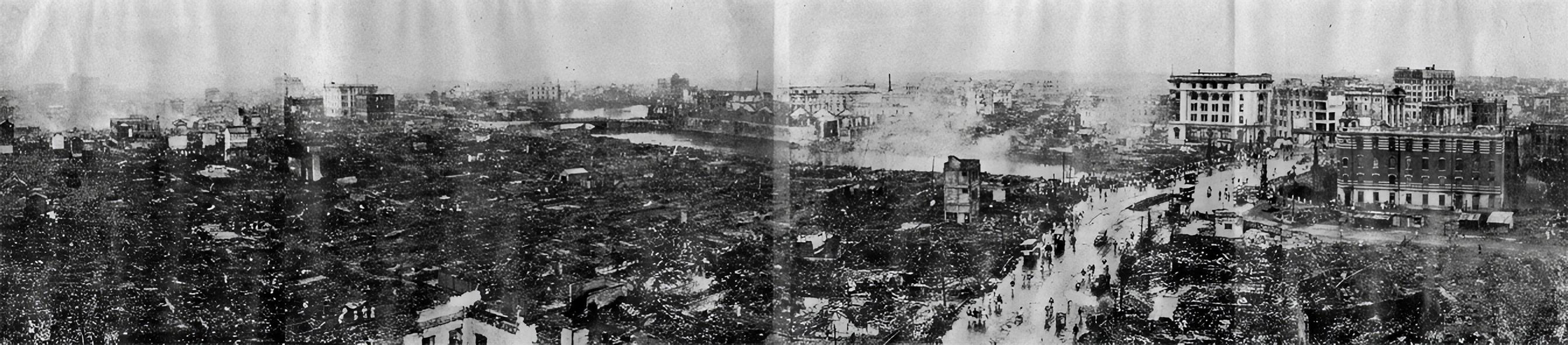
関東大震災の惨状。（京橋の第一相互ビルヂング屋上より、日本橋および神田方面を望む）

その後1940年 (昭和15年) 時点では東京23区の人口は約680万人まで増えていたのだが、太平洋戦争により、東京の住民は兵士や他の地方の軍需工場の労働力として召集されたり、疎開が行われたり、同戦争末期（1944 - 1945年頃）に米軍により東京に対して100回を超える爆撃（東京大空襲）が行われ、ナパーム弾などの焼夷弾によって多くの家屋が焼かれ人々が殺されたり避難を余儀なくされたことが影響し、人口減少が続き、太平洋戦争直後時点では東京23区の人口は280万人まで減っていたとされる。
- 太平洋戦争末期の1944年 - 1945年ころに米軍により100回を超える爆撃（東京大空襲）が行われ焦土（焼け野原）と化した東京。
- 東京大空襲の惨状（浅草・松屋屋上から見た仲見世と付近の焼跡）

太平洋戦争後には東京は目覚ましい復興を遂げ、人口は増え続け、2020年時点の国勢調査によると、東京都で1405万人まで増加。昼間人口はおよそ1,600万人。また、「首都圏」（東京圏）では3800万人まで増えた。
その後も拡大を続けた東京は、ついには神奈川県（横浜市）や千葉県（千葉市）、埼玉県（さいたま市）など隣接自治体（県庁所在地）との間の切れ目もほぼ消失（コナベーション）し、周辺の都市と融合することで一種の巨大な都市圏を形成し、世界1位の人口とGDPを擁する世界最大のメガシティの中核的な部分ともなっている。この都市圏は東京圏とも総称される。また、東京・名古屋・大阪が連携して生まれた東海道メガロポリスの一角も担っている。
2016年時点の国際連合の統計では、東京は世界最大の都市と評価され近隣の自治体とともに世界最大の人口を有する都市圏(約3500万人)を形成している、とされた。英紙インディペンデントの報道の推計によると、少子化の進行に伴い、2050年頃には人口で世界7位に転落するいう推定もある。

### 年表
1868年に江戸（江戸幕府の所在地）から名称変更された。東京奠都を経て、現在では事実上の首都機能を担っている都市である。場所は関東平野にあり東京湾に面している。
「東京」という名称を用いる構想は江戸時代後期の佐藤信淵の書にあり、大久保利通がその書の影響を受けつつ「東京」とすることを建言した。→#地名
1868年（慶応4年）に府制を施行、東京府となった。
1878年（明治11年）に伊豆諸島、1880年（明治13年）に小笠原諸島を編入。
1889年（明治22年）5月1日には、東京15区を東京府から分立して東京市とした。
1893年（明治26年）4月1日に、東京府及び神奈川県境域変更に関する法律により、多摩地域は神奈川県から東京府へ編入されてほぼ現在の東京都の境域が確定した。
東京市は、1923年（大正12年）の関東大震災によって人口が増加した周辺の町村を1932年（昭和7年）に合併し35区になった。市域は最終的には現在の東京都区部とほぼ同地域となった。
1938年（昭和13年）6月に内務省が「東京都制案要綱」発表し、1943年（昭和18年）1月に政府が「東京都制案」を帝国議会に提出し可決されたことを受け、同年7月1日に東京都制が施行され、東京府と東京市を廃止する形で東京都に統合された。35区は1947年（昭和22年）3月15日に東京22区に再編され、同年5月3日の地方自治法施行により同法の定める特別区となった。同年8月1日、旧練馬町ほか4村の区域が板橋区から分離して練馬区となって東京23区となり、現在に至っている。

## 「東京」の範囲
「東京」が指す範囲はいくつかある。現在であれば、広義には東京都全体を指し、狭義には東京都区部のみを意味する。東京圏や東京地方をいう場合もあり、過去には東京府や東京市が存在した。以下では、「東京」の示す具体的な地名、都市、都市圏等を列挙する。

### 東京都
日本の首都であり、47の都道府県のうちのひとつ。日中戦争・太平洋戦争が開戦すると、戦時統制の一環として、1943年、東京都制が内務省主導で施行された。これにより、東京府と東京市は廃止され、代わって旧東京府内の区域を以て、東京都が設置された。旧東京市内にあった区は、東京都の直轄となり、他の市町村が行使できる権限・権能の一部は、東京市から東京都に移管された。従って、東京都は、他の府県同様、広域行政機関でありつつも、旧東京市内にあっては、市役所としての機能も果たすこととなった。
東京都制は、戦後の地方自治法施行によって廃止されたが、旧東京市内の区は特別区（東京都区部）として定義され、引き続き、他の市町村に比べ、行使できる権限が制限されることになった。よって、東京都制は若干の変更を加えられつつも、広域自治体と基礎自治体の機能を一部併せ持つという基本的な構造は変わっていない。

#### 東京府の後裔としての東京都
東京都は、府県制時代の東京府の性格を有する。東京府の行政区域を受け継いだため、多摩地域や伊豆諸島・小笠原諸島までの広大な海域・島嶼（とうしょ）も含まれる。府県制から都制へ移行した1943年（昭和18年）まで、東京府には東京市・八王子市・立川市の3市があったが、都制施行と共に東京市が23区へ解体されたため、東京都の市は八王子市と立川市の2市に減った。その後、新憲法施行に伴い地方自治法が施行され、東京都三多摩地区には2市以外にも多くの市が誕生した。

#### 東京市の後裔としての東京都
東京都は、東京市と東京府が合併して成立したことにより、公的に旧東京市地域を管轄する地方自治体として位置づけられており、旧東京市域には、東京都長官（のち東京都知事）が直接施政するための組織として特別区が設置された。

### 東京都区部
東京都区部は、東京都域のおおむね東半を占める23の特別区から構成される地域で、1943年7月1日に廃止された旧東京市域とほぼ同じ範囲である。区の数は廃止時は35区であったが、1947年3月15日に22区に再編され、同年8月1日に1区を分増して23区となった。
統計などで東京都区部を「東京」という一つの都市として扱う場合もあるが、東京市が廃止されて以降、東京都区部を一体として管轄する地方自治体は存在しない（行政・立法・司法の三権のうち司法以外の二権があるなど、個々の区が市と同等の扱いをされている。しかも政令指定都市ではなく、海外ランキングにおいても「東京都」として区別される）。
また、東京都区部（総称：東京）は東京都の都庁所在地として認識される。都庁所在地は「すべての市町村を記載する」という規則があるため、千代田区時代と同様に東京の都庁所在地として「新宿区」と記載することができない。なお、条例上の都庁の住居表示は「東京都新宿区西新宿二丁目」となっている（東京都庁の位置を定める条例）。

### 東京圏
東京圏は、東京都区部を中心とする都市圏である。前身は京浜葉大都市圏として東京都、神奈川県、千葉県を主な東京の都市圏として定められていた。その後、都市圏の拡大により埼玉県及び茨城県を含めた区域を東京圏と呼ぶようになる。法令上は、東京都、神奈川県、千葉県、埼玉県及び茨城県の都県域のうち、東京都区部及びこれと社会的経済的に一体である「多極分散型国土形成促進法施行令」第6条で定める広域をいう。ここでは様々な法令が引用されているため難解であるが、まとめると次の区域となる。
- 首都圏整備法第2条第3項に規定する「既成市街地」は全域
- 同条第4項に規定する「近郊整備地帯」も全域
- 同条第5項に規定する「都市開発区域」
  - 茨城県土浦市、つくば市、かすみがうら市、稲敷郡阿見町の「都市開発区域」
  - 埼玉県熊谷市（旧妻沼町、旧大里町、旧江南町の区域を除く）、埼玉県深谷市（旧岡部町、旧川本町、旧花園町の区域を除く）の「都市開発区域」

具体的には、国土交通省が告示したものがわかりやすい。
国土交通省では首都圏整備法に基づき、毎年「首都圏整備に関する年次報告」を国会に提出しているが、そこでは東京圏を「東京都、神奈川県、千葉県、埼玉県」と定義している。東京圏の人口は、3000万人を超えており、人口は、2位のジャカルタ(2400万人程度)と大きく差をつけている。世界1位、仮に圏民全員が、日本人だとしたら、4人に1人が、東京圏民となる。
なお、首相官邸による国家戦略特別区域における東京圏は東京都・神奈川県・千葉市・成田市となっており、区分けによっては埼玉県、茨城県を含まない場合が稀にある。

ギャラリー
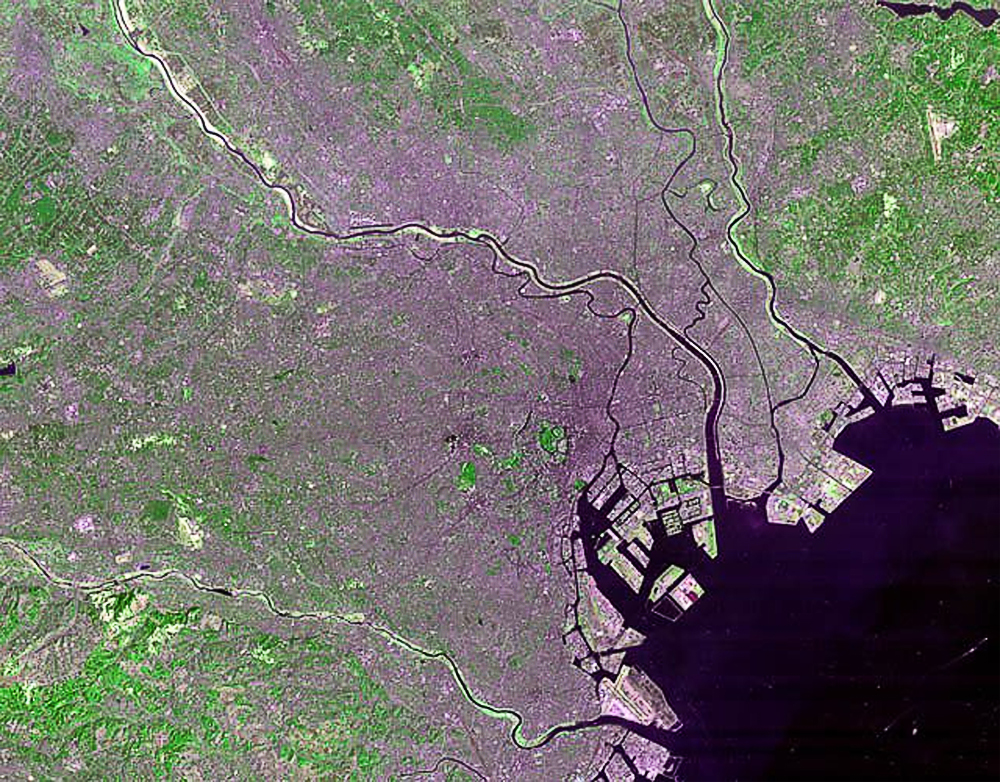
東京付近の地理的概況（河川、市街地、緑地 等々）が判るランドサット画像（1986年）

### 東京地方
「東京地方」は、主として天気予報における用語であり、東京都から島嶼部を除いた区域を指す。

ギャラリー
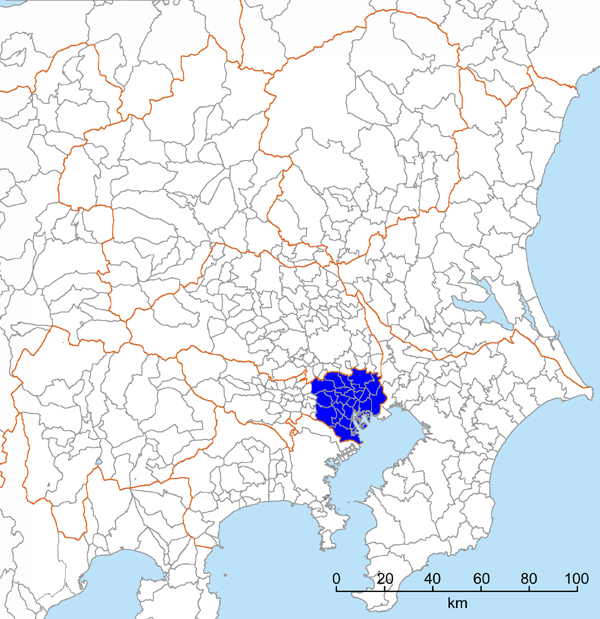
東京都区部
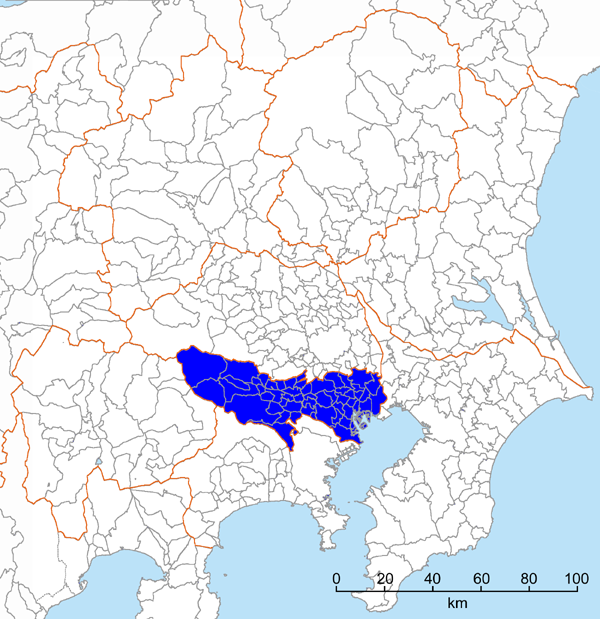
東京都区部と多摩地域（気象情報における東京地方）
東京都
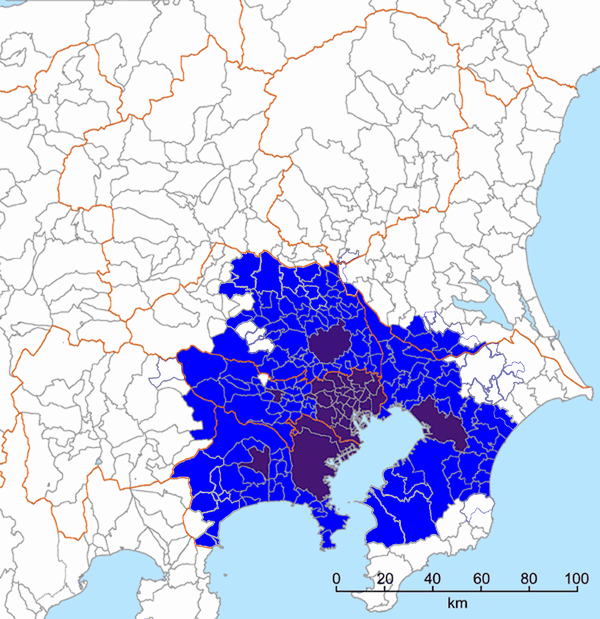
東京都市圏（都市雇用圏）

### 東京府
1868年（慶応4年／明治元年）にはじめて設置され、1943年まで存続した。1868年に発せられた「江戸ヲ称シテ東京ト為スノ詔書」により、それまでの江戸府を改名する形で発足。江戸市域を引き継いで発足したため、その範囲は、のちの東京15区とほぼ同じ範囲に限られていたが、1878年に静岡県から伊豆諸島を、1880年に内務省から小笠原諸島を、1893年に神奈川県から多摩地域を引き継ぎ、この多摩地域の引き継ぎによって、現代の東京都とほぼ同じ範囲にまで拡大した。

ギャラリー
東京府章
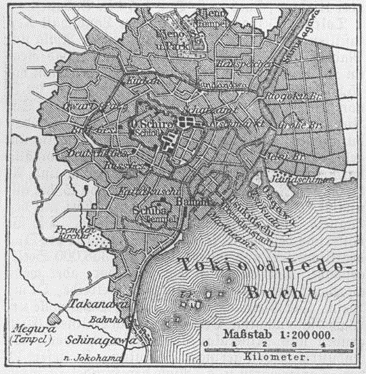
1888年の地図
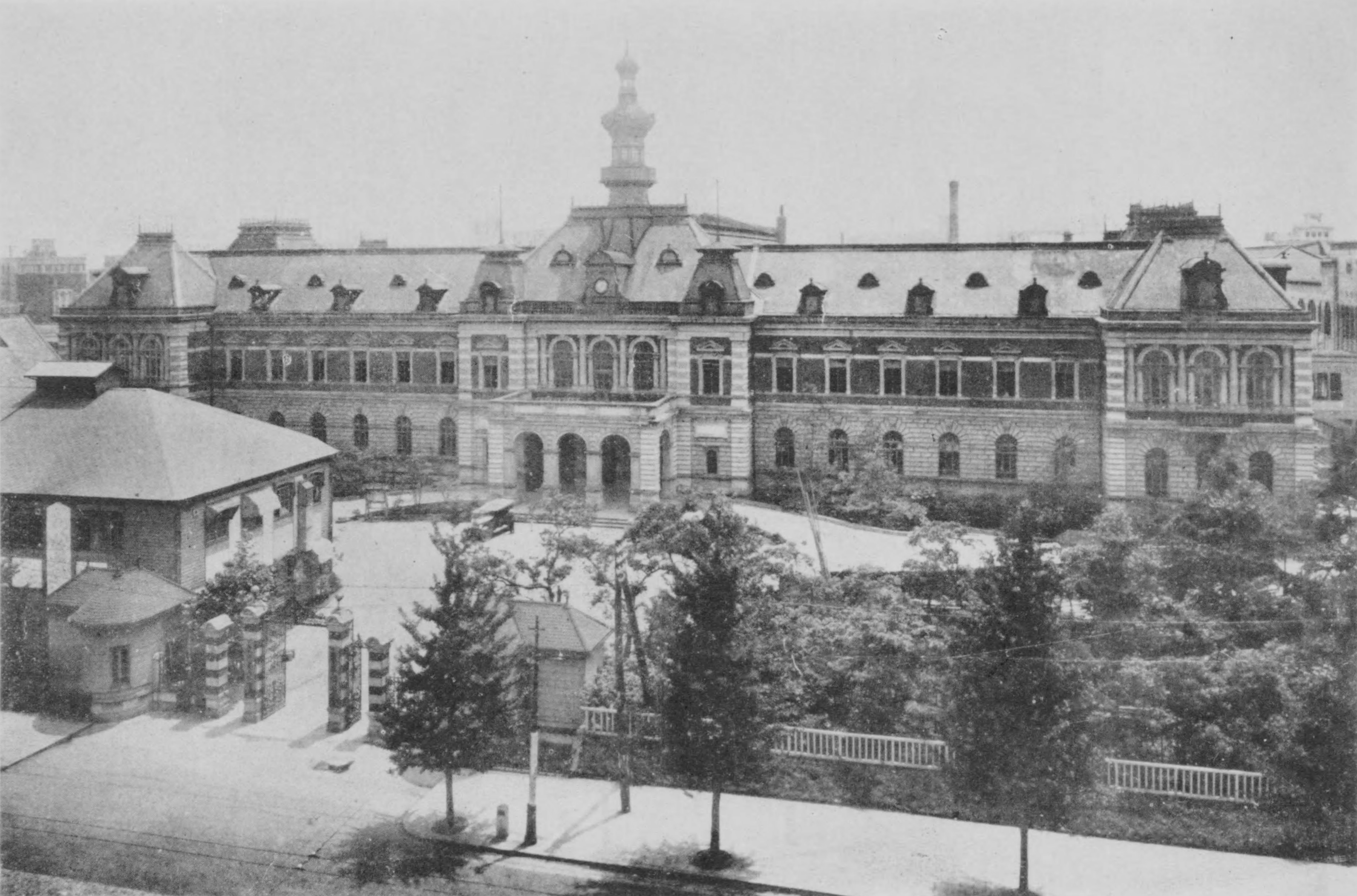
東京府役所（1930年代）
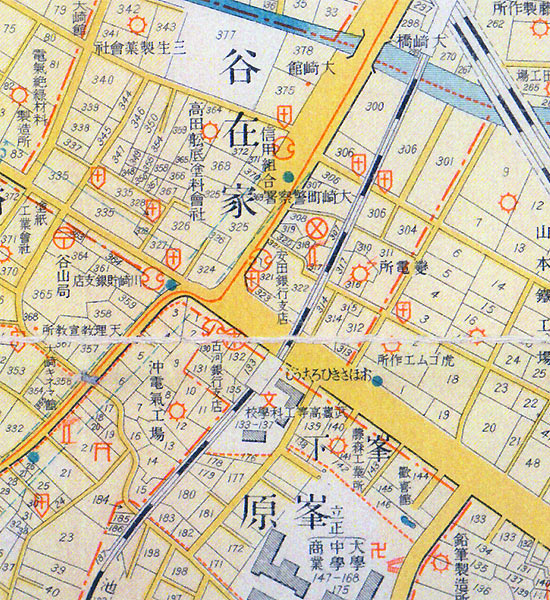
東京府時代の五反田・大崎あたりの地図（1925年）

### 東京市

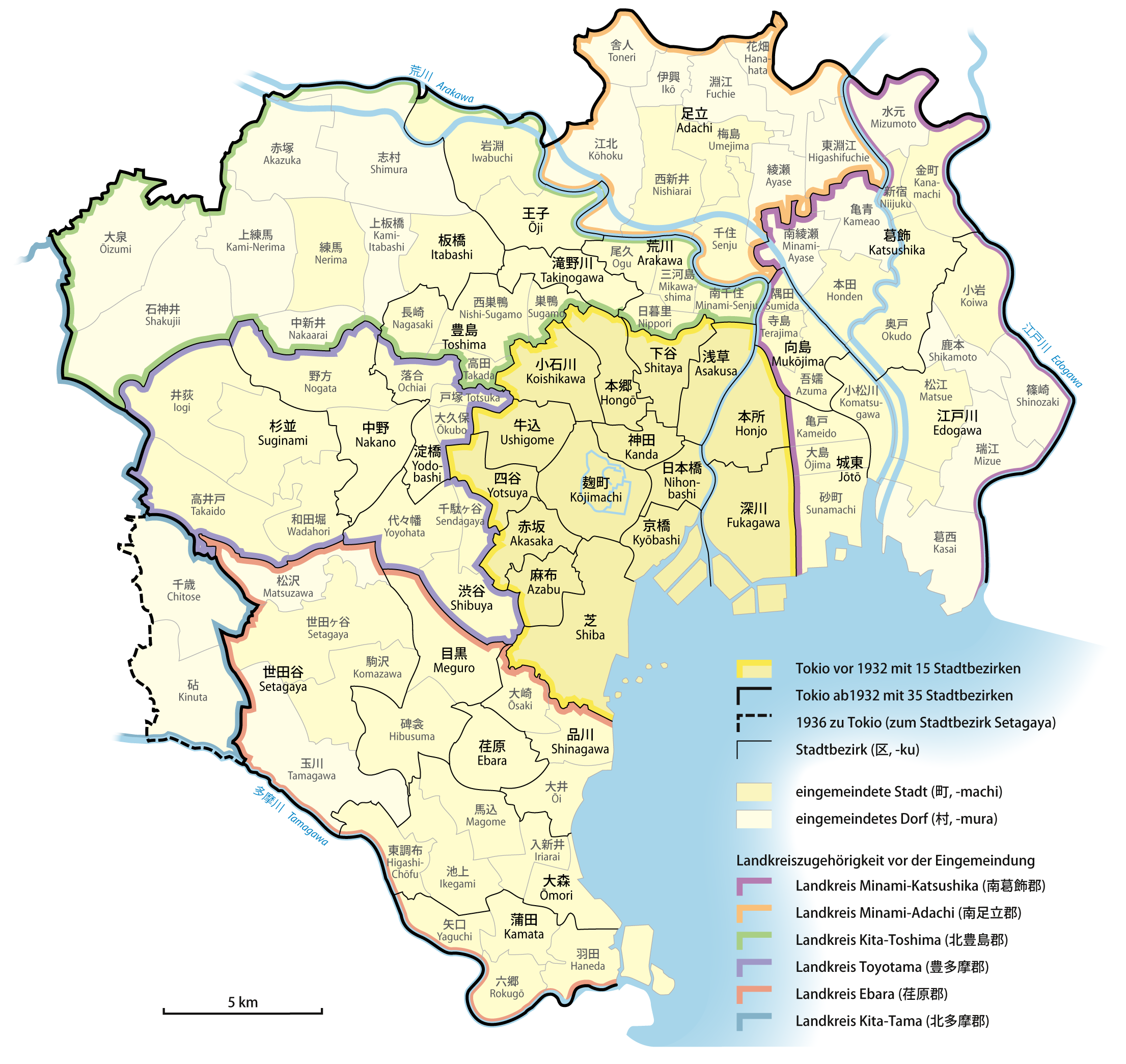
東京市がおおまかにわかる地図。中心の黄色に囲まれた所に東京市の15区がある。その周りを5つの郡が取り囲む。
3時の方向から反時計回りに
- 南葛飾郡（紫色）
- 南足立郡（オレンジ色）
- 北豊島郡（緑色）
- 豊多摩郡（青紫色）
- 北多摩郡（青緑色）
- 荏原郡（サーモン色）

1889年（明治22年）から1943年（昭和18年）まで存続。1906年（明治39年）に人口が初めて200万人を突破。関東大震災によって人口が増加した周辺の町村を1923年（大正12年）に合併。
（旧）道路法施行令第8条の1により、日本橋の中央に東京市道路元標が置かれた。
東京府は、他の府県と同様、1874年に導入した大区小区制が定着せず、代わって1878年に成立した郡区町村編制法によって、中心部に区を、それ以外の郊外には町村を置いた。このとき中心部に置かれたのが東京15区であり、その範囲は、概ね旧朱引内に相当していたが、一部の範囲には変更が加えられている。その後、1889年の市制特例施行により、東京府は、東京15区の区域を以て東京市を成立させた。しかし、東京市は、東京府知事が東京市長を兼務し、独自の市役所も置かれず、他方でそれまでの東京15区にはそれまでの区役所や区議会が存続するなど、変則的な市制となっていた。他の一般市に比べて都市化が進んでいながら、他の一般市に比べて権限が大幅に制限されたこの市制特例は、東京市（東京15区）側・市民側からの評判も悪く、1898年には一般市制が東京市にも施行され、独自の市役所や独自の東京市長も誕生することとなった。
その後、1923年の関東大震災などを経ると、東京市に隣接する東京府下の町村への人口流出が加速した。1932年にはこうした隣接町村を合併し、いわゆる大東京市が成立、東京市には東京35区が置かれることとなった。また、1936年には砧村・千歳村が世田谷区に編入され、これを以て、東京市は現代の東京都区部とほぼ同じ範囲となった。
東京市発足後、東京市を東京府と合併させる「東京都制」の構想が度々政府や議会で論じられることはあったが、明治・大正期にあっては、具体的にその構想が進展することはなかった。しかし、前述のとおり戦時統制のためとして、1943年に東京都制が施行され、東京府および東京市は東京都に移行した。
このようにして東京市は消滅したが、東京市に一般市制が施行された10月1日が都民の日として記念日となっていたり、現在の東京都章が東京市章を引き継いでいたりと、現在の東京都のアイデンティティのルーツとなっている。

ギャラリー
東京市の市標
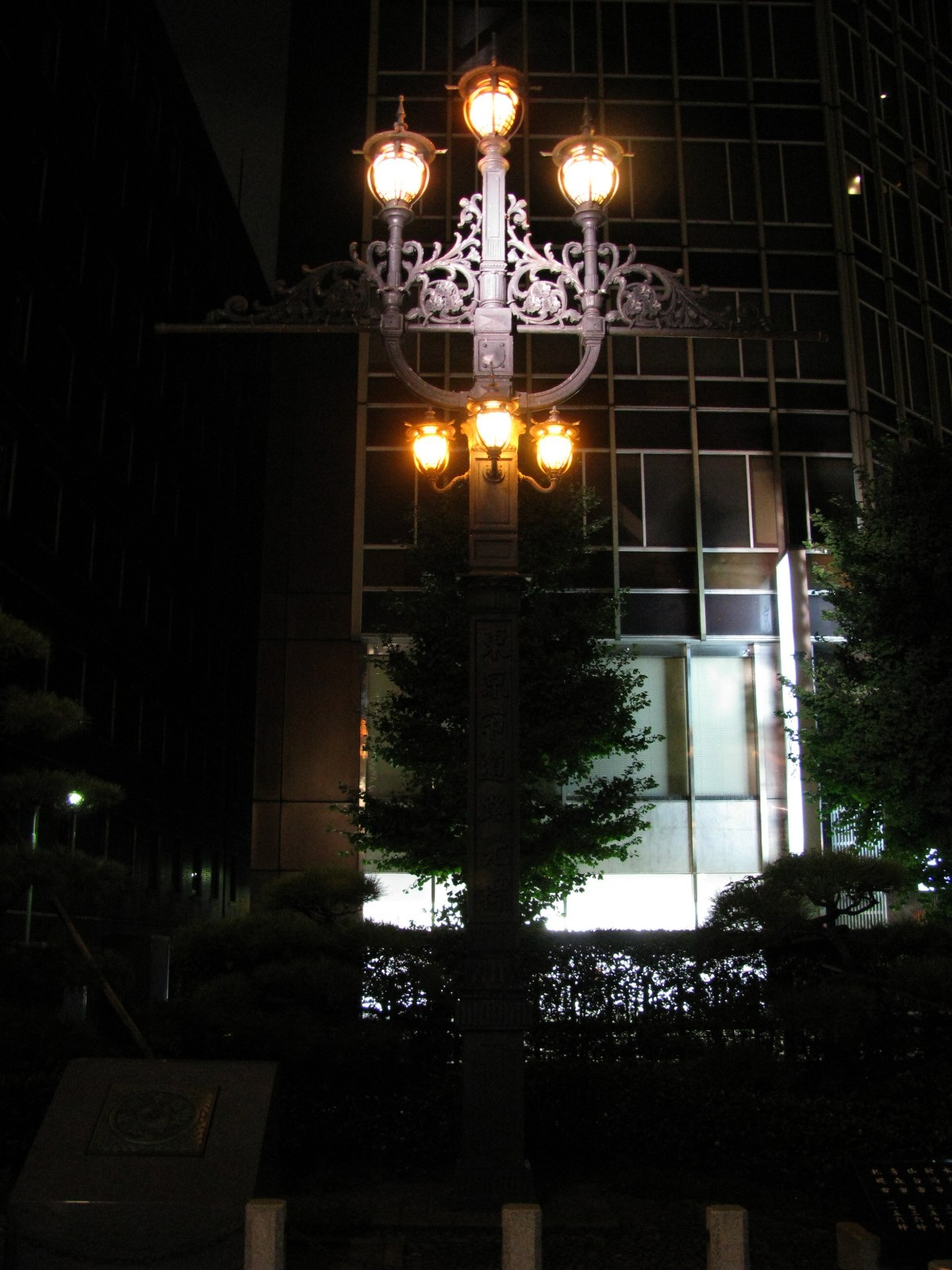
東京市道路元標は日本橋の真ん中に設置された（ただし写真は移設後）
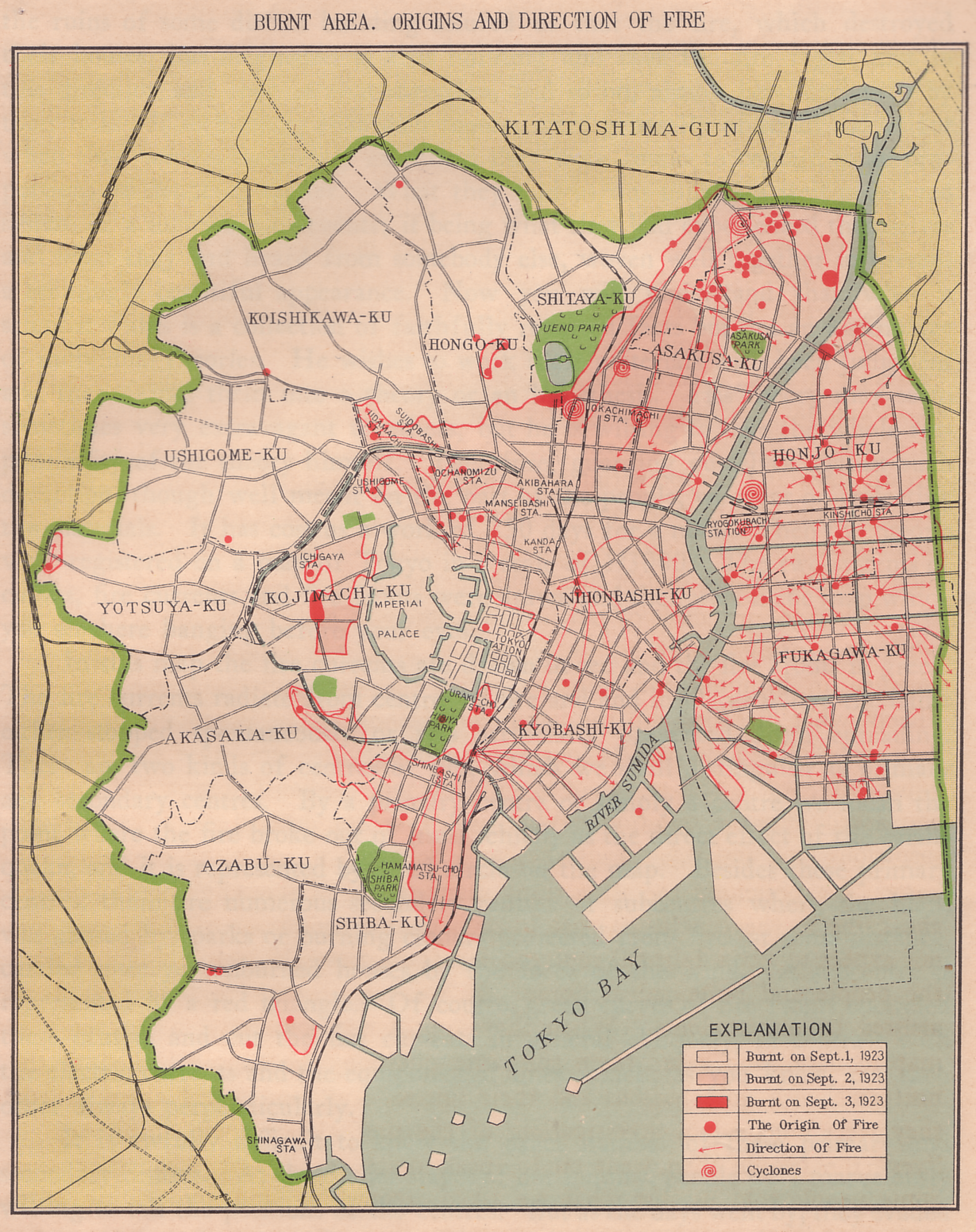
関東大震災で焼けた地点（1933年の図）
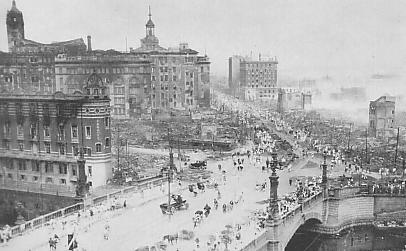
1923年の関東大震災直後の日本橋
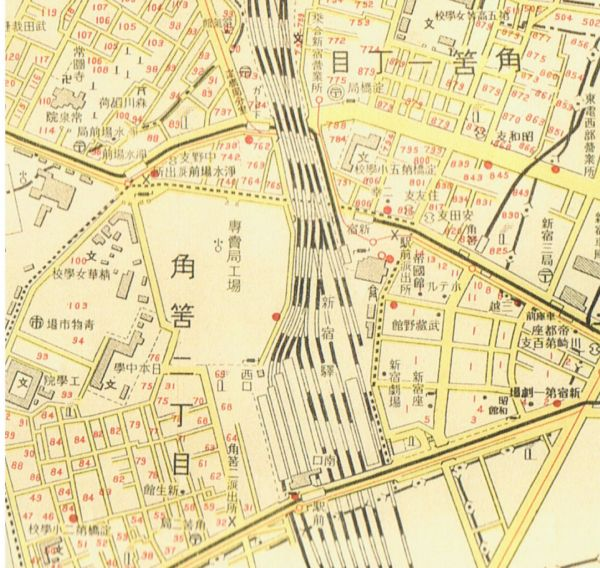
角筈1丁目あたりの地図

### その他の範囲
- 鉄道における「東京」 → 東京駅（千代田区丸の内）を指し示している。
- 道路標識上の「東京」 → 日本橋（中央区日本橋室町）を指し示している。
- 都庁所在地の「東京」 → 東京都特別区（旧東京市）を指し示している。（こちらを参照）
- 気象観測における「東京」 → 気象庁本庁舎からほど近い地点（千代田区北の丸公園）を指し示している。[29]
- 航空における「東京」 → 基本的に東京国際空港 (大田区)を指し示しているものの、成田国際空港（千葉県成田市）と併せて東京と括るケースもある。

## 都市として抱える課題、都市政策や都市計画

### 明治維新後の課題と都市政策
明治維新以降、人口の東京流入は続き、都市基盤が十分に整備されないままであったので、東京では貧民状態が起きたり伝染病が発生したりし、1886年には東京でコレラが大流行した。森鴎外や片山潜らは公衆衛生や水道問題を訴えるようになり、ようやく1892年になって近代的な上水道工事に着手、1898年に使用開始。下水道工事は1913年になって着手、1921年に使用開始。東京への人口集中、人口増はとどまるところなく続き、貧困状態と混乱状態は郊外へと拡大していった。ところがこれに対処するための都市政策は対症療法的な道路建設と貧民救済にとどまったので、土地や住民に合致した都市計画や住宅建設が行えなかった。都市計画法と市街地建築物法が制定されたのは、ようやく1919年になってからのことで、これは1923年の関東大震災の復興に活用されたものの、計画主体が内務大臣にあり、あまり機能的な都市政策ではなかった。都市の持つ自治的な活力を行政に活用できず、ひたすら「上意下達」の都市建設をしようとしたのが東京府政である、と北村嘉行は指摘した。

### 近年の東京が都市としてかかえる課題
高い犯罪遭遇率
東京は、日本の中では比較的危険な場所である。治安という観点で考察する場合、重要なのは犯罪遭遇率であるが、東京は、47の都道府県の中で犯罪遭遇率（犯罪に巻き込まれる確率）がワースト2位となっている。東京の住人は、118 - 119人に1人という高い割合で何らかの刑法犯罪に遭遇している（＝刑法犯罪の被害者になっている）。
新宿歌舞伎町の一角、通称「トー横」には居場所を失った少年少女が集まり「トー横キッズ」と呼ばれる状態になっており、薬物摂取、自殺、傷害致死事件などが相次いでおり、子供たちを食い物にする大人、たとえば少女に金を渡して性行為をするつまり売春をする大人などもおり、少女が目先の金欲しさに名も知らぬ相手と性行為を重ねる売春常習者（もともと売春婦と呼ばれ社会から蔑まれていた存在）に若くしてなってしまうということも起きている。
過密状態、通勤ラッシュ、感染症の発生源化

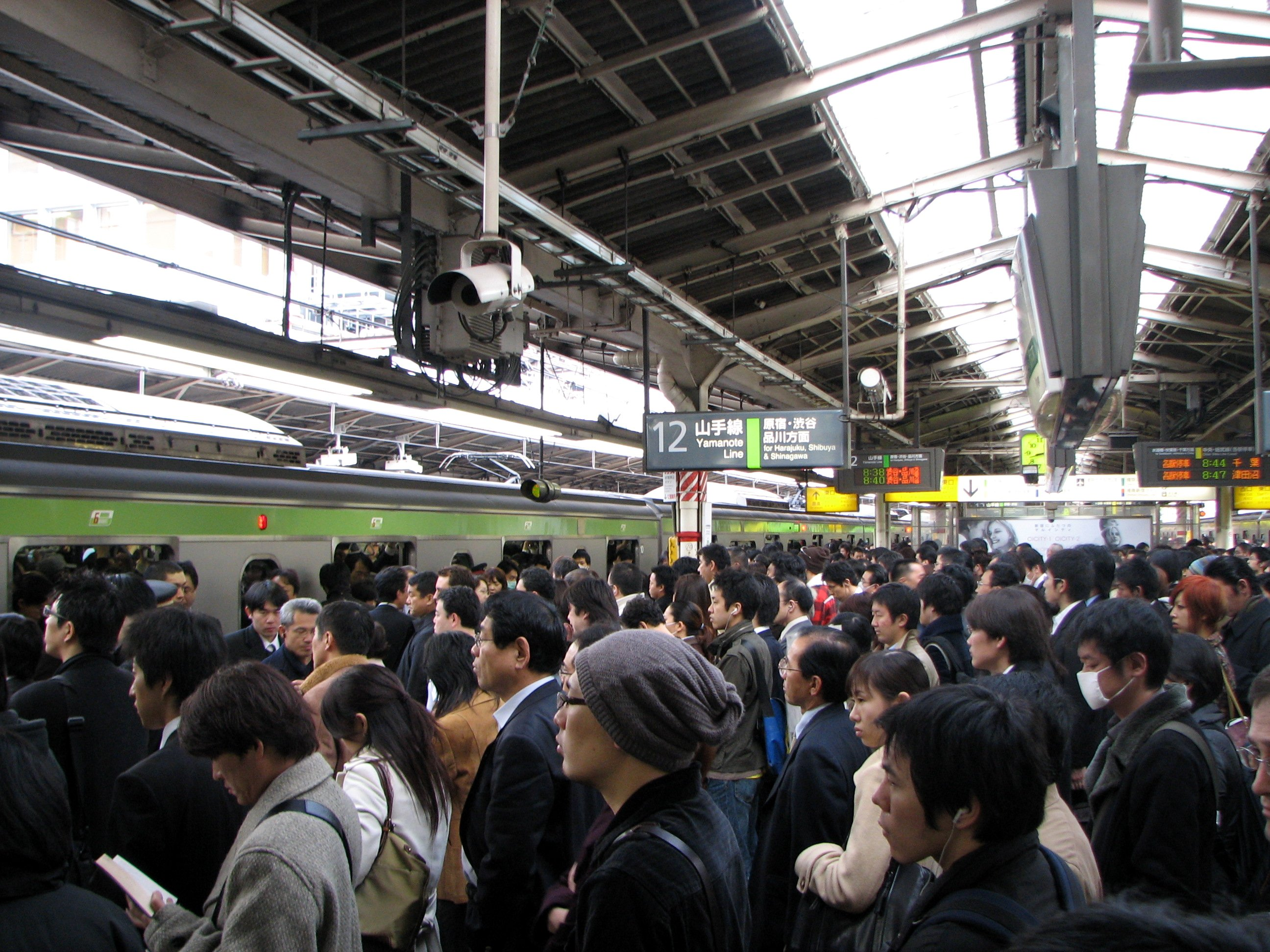
東京の通勤ラッシュ。

東京は過密状態にある。東京都の人口密度は2020年4月時点のデータで6,381人/km2で、日本で最も高い。
都心に通勤・通学する人々は、往々にして通勤ラッシュに遭遇することになる。特に高度経済成長期には300%ほどあった乗車率は、近年では輸送力増強や時差通勤、労働人口の減少などの影響によって2009年度以降は平均混雑率が170%となった。朝には、乗客が列車に乗り切れず、駅員が乗客を列車の中に押し込む状態が続く。
また、感染症の問題は江戸時代の安政期に狐狼狸（コロリ）が流行したときからこの都市に付きまとっている問題でありつづけている。2020年の新型コロナウィルスのパンデミックが起きると、日本の中でも東京での感染状況が突出して悪い状態になり、厳戒態勢を敷かざるを得なくなり、東京は以前の活気を失った。東京の感染率（10万人当たりの感染率）は47都道府県の中で最も高い（2020年7月時点の統計）。7月には新宿のホストクラブや、劇場でクラスターを発生させた。どちらの施設も、感染症対策を十分にとっていなかったことが指摘されている。7月16日には国会に東京大学先端科学技術研究センターの児玉龍彦名誉教授が招致され、東京が新型コロナウイルスのエピセンター（感染の発生地、震源地）と化しつつある、と指摘し、東京発の感染のさらなる拡大に警鐘を鳴らした。
その他にも、東京は都市として緑（樹木）の割合が他の諸都市と比べて極端に低すぎる問題もある。樹木の率は英語で「percentage of (public) green」と言い、都市計画に携わる人々の間では世界各国で重視されている概念である。都政ではこれをわかりやすく「みどり率」と表現し、行政的な課題として対処中。この他にも東京は課題が山積状態である。

### 東京の都市問題や都市政策に関する研究の歴史
日本では戦後の1960年代に高度経済成長とともに、特に東京が最大の焦点となる大都市問題が大きな問題として浮上し、学問の世界では都市社会学の重要の課題になり、行政の世界では1962年の全国総合開発計画において東京などの過密・過集積が解決すべき問題となり、1969年の新全国総合開発計画に向けて、経済学や建築学の専門家も参加し議論が深まっていった。
1970年代には学術界ではやや言及が減った。1980年代になるころから再び東京の都市問題に関する議論は急増し、特に財政学の専門家からの発言が増え、また行政担当者の執筆によるものや労働組合も参加したものなど、都市行政の実務者による研究が増えた。
なお1960年 - 1970年代あたりから諸外国における都市問題研究の紹介や、文献類の日本語への翻訳が行われるようになり（たとえばフーバー、バーノン共著『大都市の解剖』東京大学出版会、1965年、R・バーノン著『都市問題とは何か』鹿島出版会、1971年）、その知見や手法が日本人にも知られ活用されることにも繋がってゆき東京の都市問題の考察・分析にも活かされてゆくことになった。

## ギャラリー

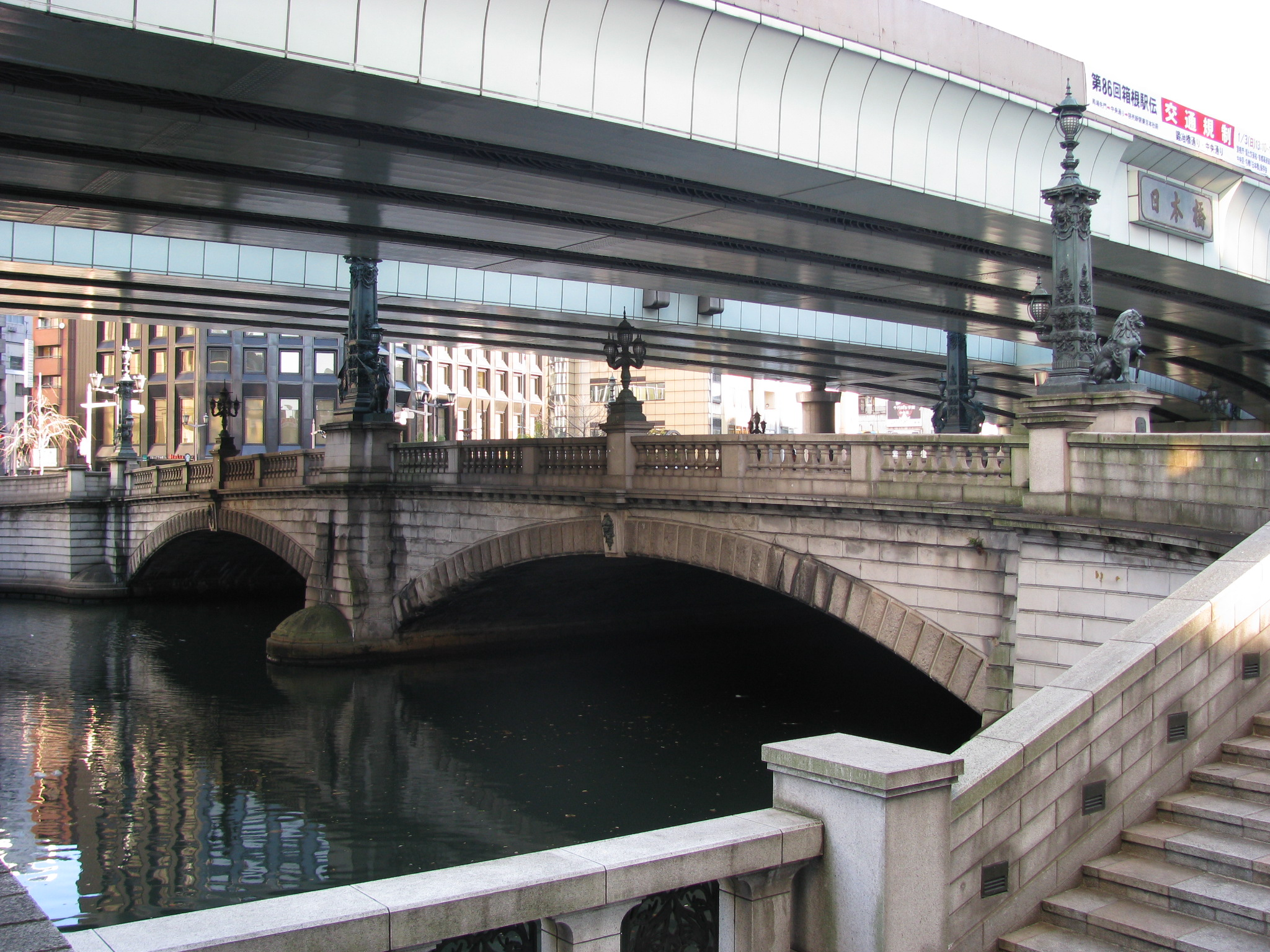
日本橋。1603年3月、徳川家康が江戸幕府を開いた時に、真っ先に町割を整備した場所で、「江戸本町」とも呼ばれた。家康の全国道路網整備計画で五街道の起点とされ交通・物流の要所となり全国から人々・物品が集まる地となってゆくことに。家康は同年4月にここの川に木造の太鼓橋をかけさせ「日本橋」と名付け、それがここの地名ともなり、その川の名は「日本橋川」となった。江戸時代、金貨や銀貨の製造組織である金座や銀座が置かれ、両替商も、また薬問屋なども集まり、現在も銀行や製薬会社などが集まる。現在もいくつもの重要な国道の起点で[注釈 16]、道路元標の設置場所。2040年に高速道路を地下化する計画が進行中[注釈 17]。
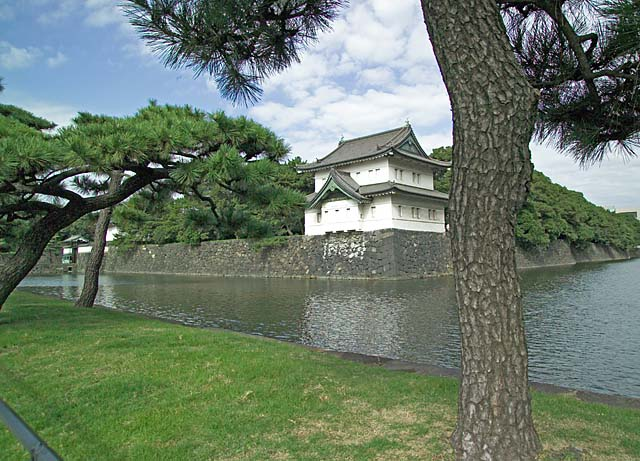
江戸城の内堀の内側は現在 皇居や公園（北の丸公園ほか）として用いられている。
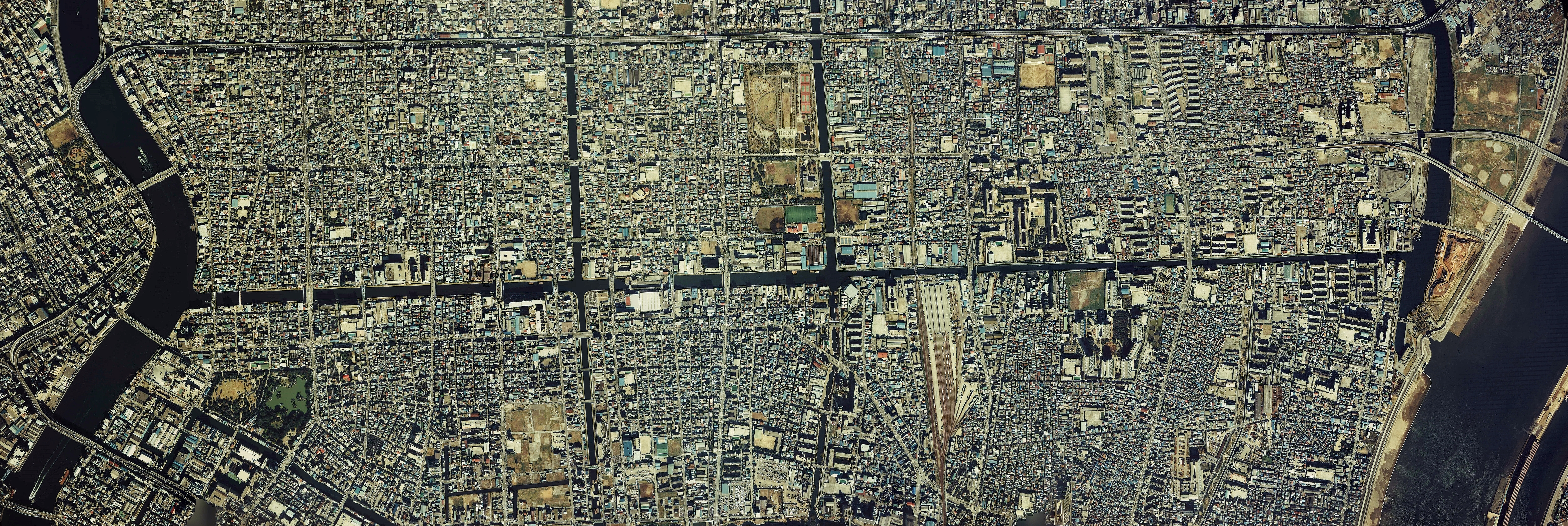
江戸時代に西の隅田川から東の旧中川を直線で結ぶようにつくられ、江戸の水運網の一部だった小名木川は現在も変わらぬ姿をとどめている。資源の運搬に使われるほか、現代的な遊覧船も行き交う。
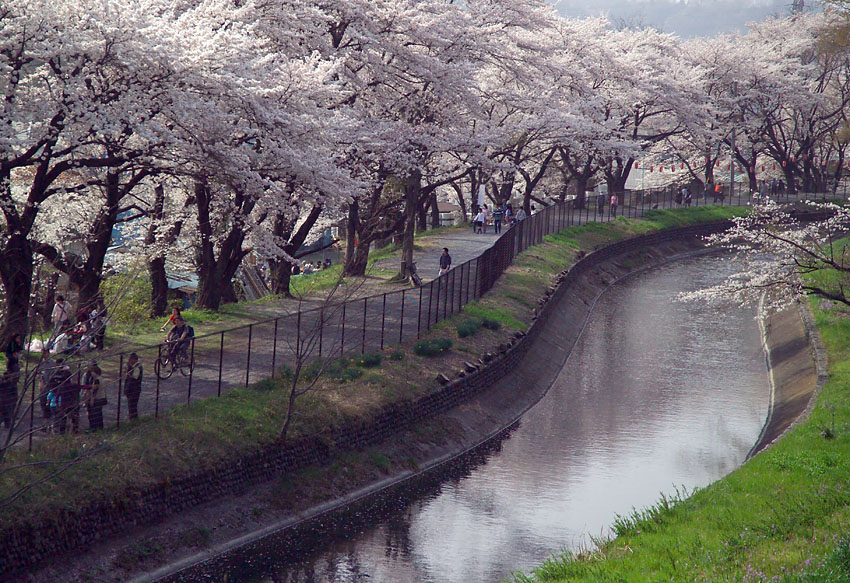
玉川上水。江戸時代から続く東京の上水道。江戸の飲料水不足を解消するため幕府の命で庄右衛門・清右衛門兄弟（玉川兄弟）が工事を請負い、人生をかけて、そして自分の財産を売ってまで工事を進め完成させた。玉川上水は江戸っ子の自慢で、現在でも水源の3分の1ほどを支える重要なインフラである。また、玉川上水沿いの小道の多くは都民の憩いの空間になっている（写真は羽村市付近）。
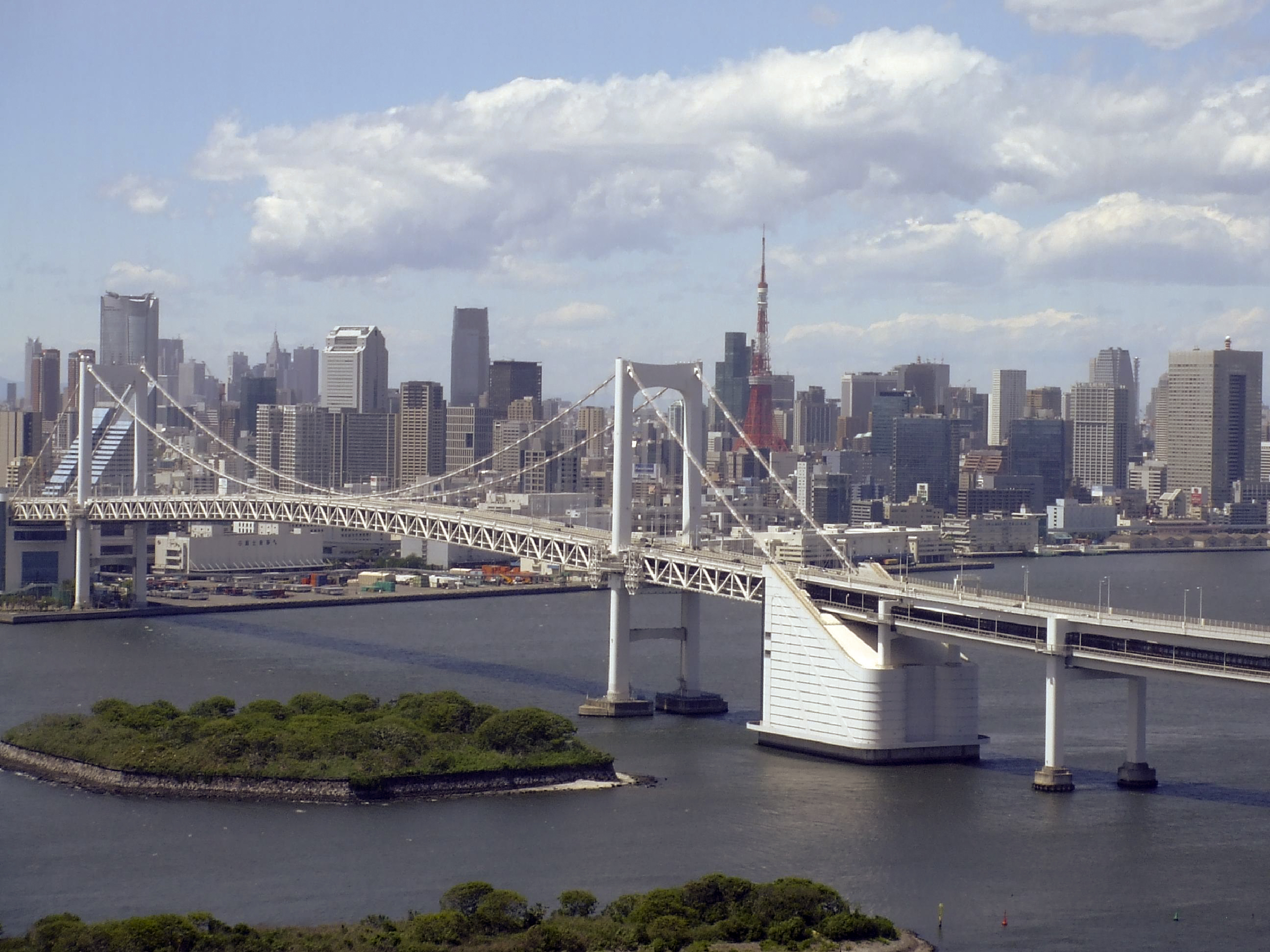
幕末に江戸幕府が異国船対策で大砲・砲台を設置するために作った要塞が「台場」であり、その遺構の周辺に「お台場」が発展。写真はお台場から見た風景。左下の海面に台場（=要塞）が見え、レインボーブリッジの向こう側には港区のビル群や東京タワーが見える。
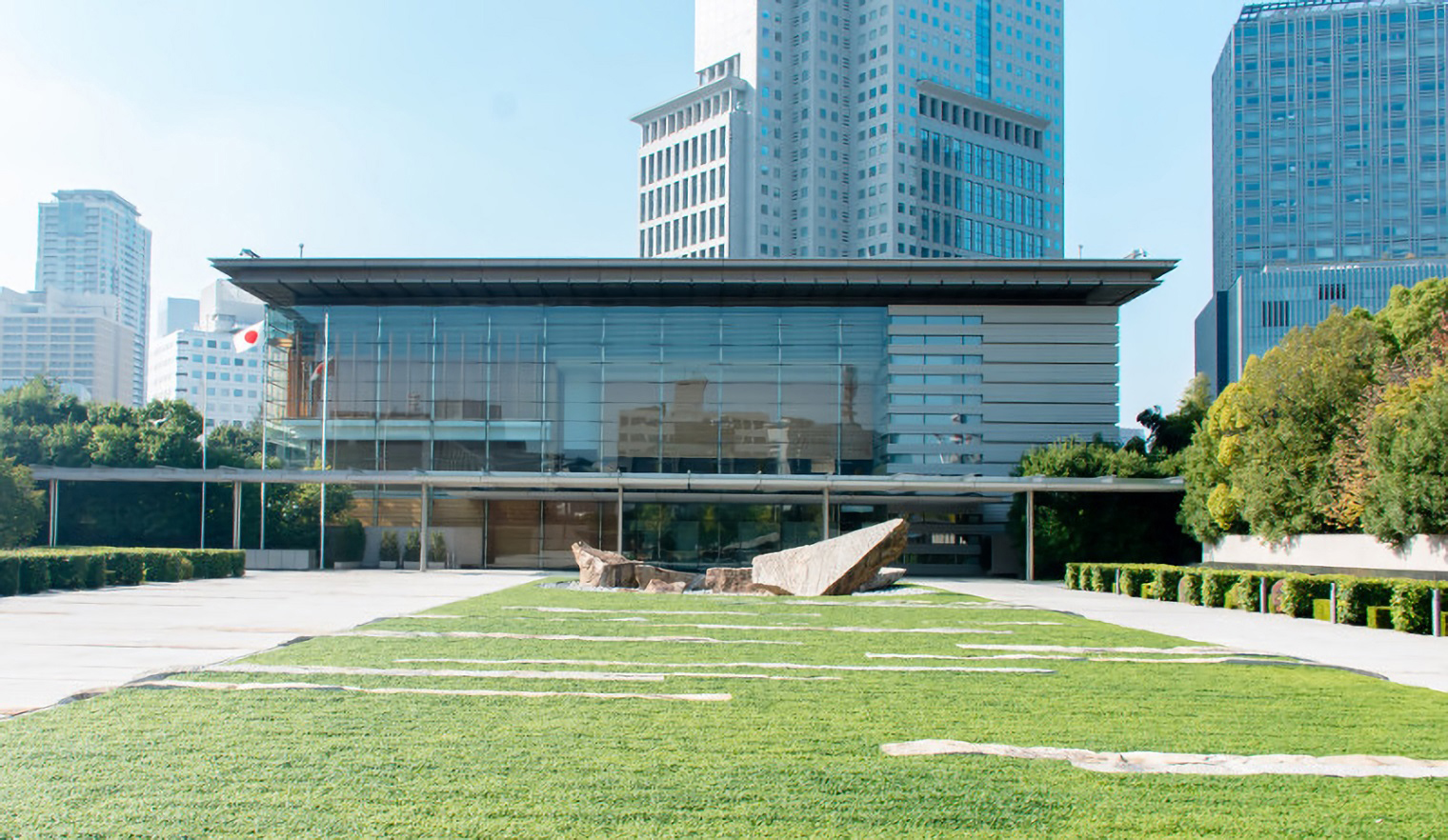
内閣総理大臣官邸。2002年竣工。内閣総理大臣の執務、迎賓等に供する。
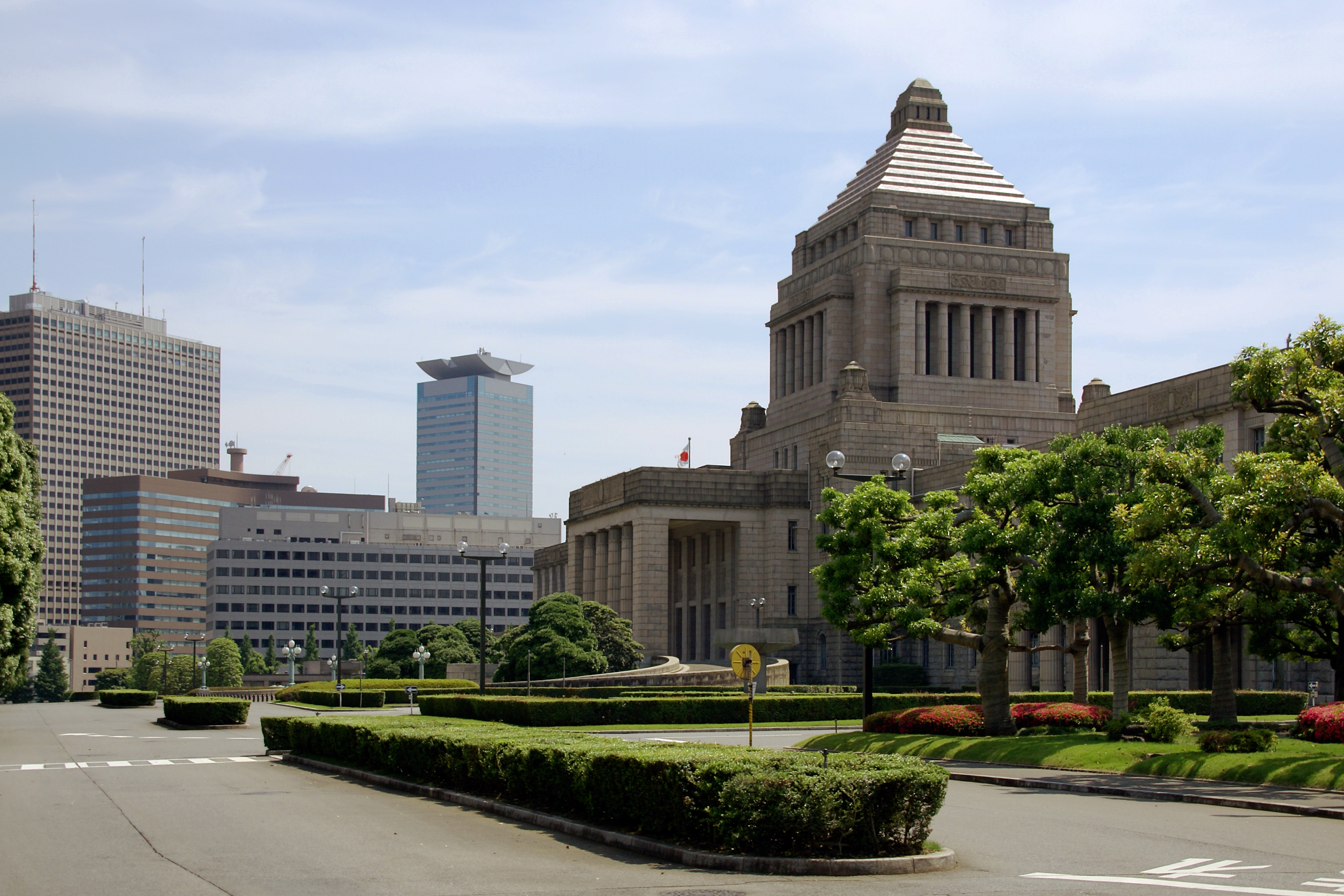
国会議事堂。1936年竣工。日本の国会は東京で開かれている。また、国会議事堂の周辺には主要な政党の本部がある。
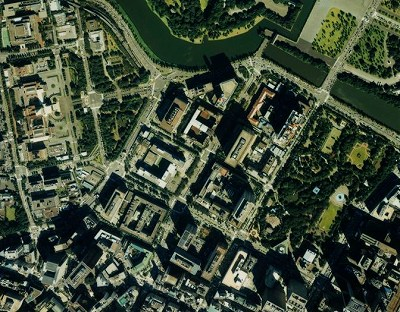
霞が関。かつての江戸城の南側にあたり、大名屋敷（江戸藩邸）があった場所である。日本の中央省庁が集中する。
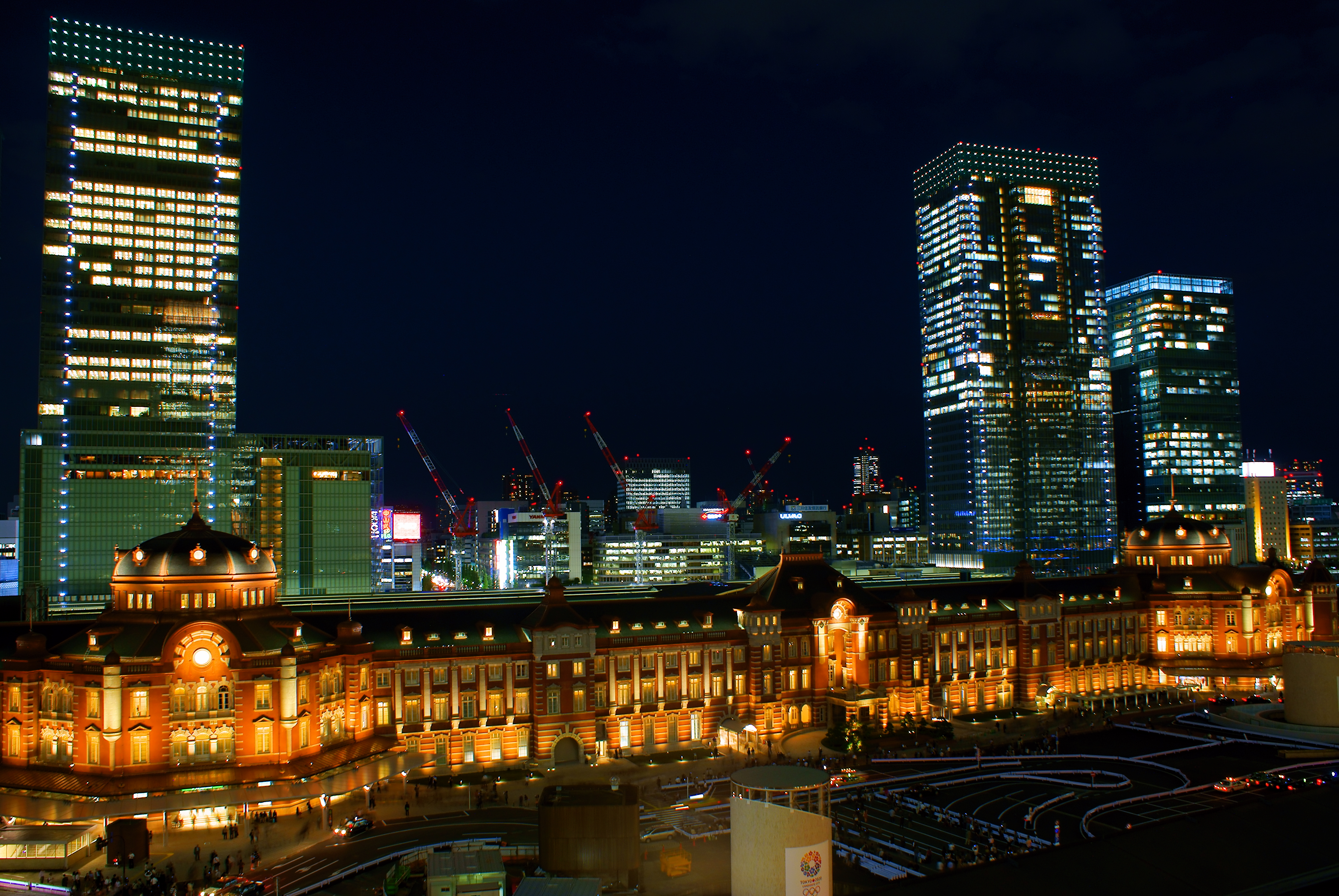
東京駅。日本における中央駅。1914年開業。赤レンガの歴史的な建造物。多くの新幹線の起点であり、中長距離列車の拠点である。
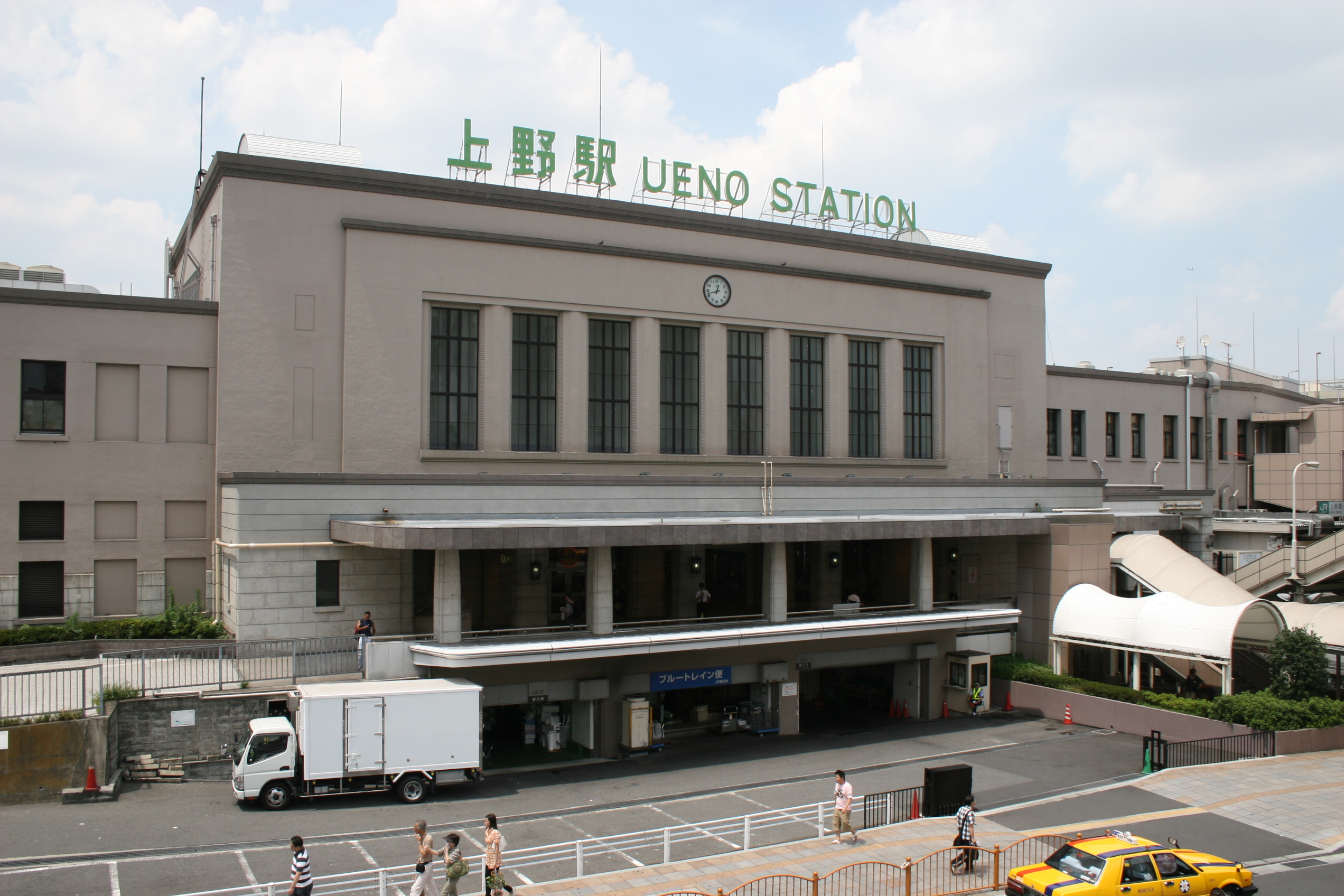
上野駅。東北方面の人々にとって、1991年まで「東京の玄関」であり、また故郷へ帰るための駅でもあった。1977年の演歌『津軽海峡・冬景色』の歌詞も当駅発の夜行列車の描写から始まる。
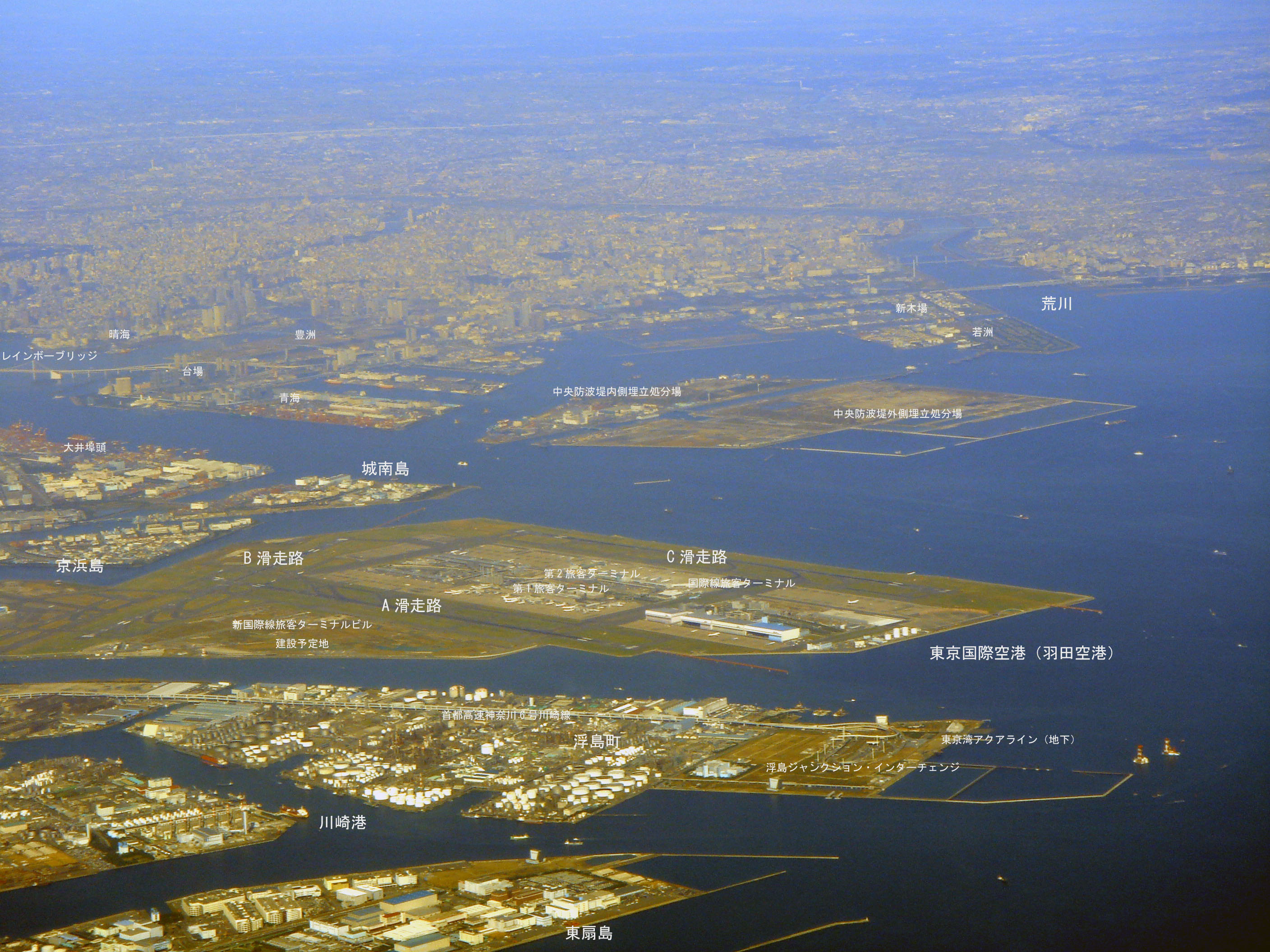
東京国際空港。所在地から「羽田空港」とも呼ばれている。東京の空の玄関口。
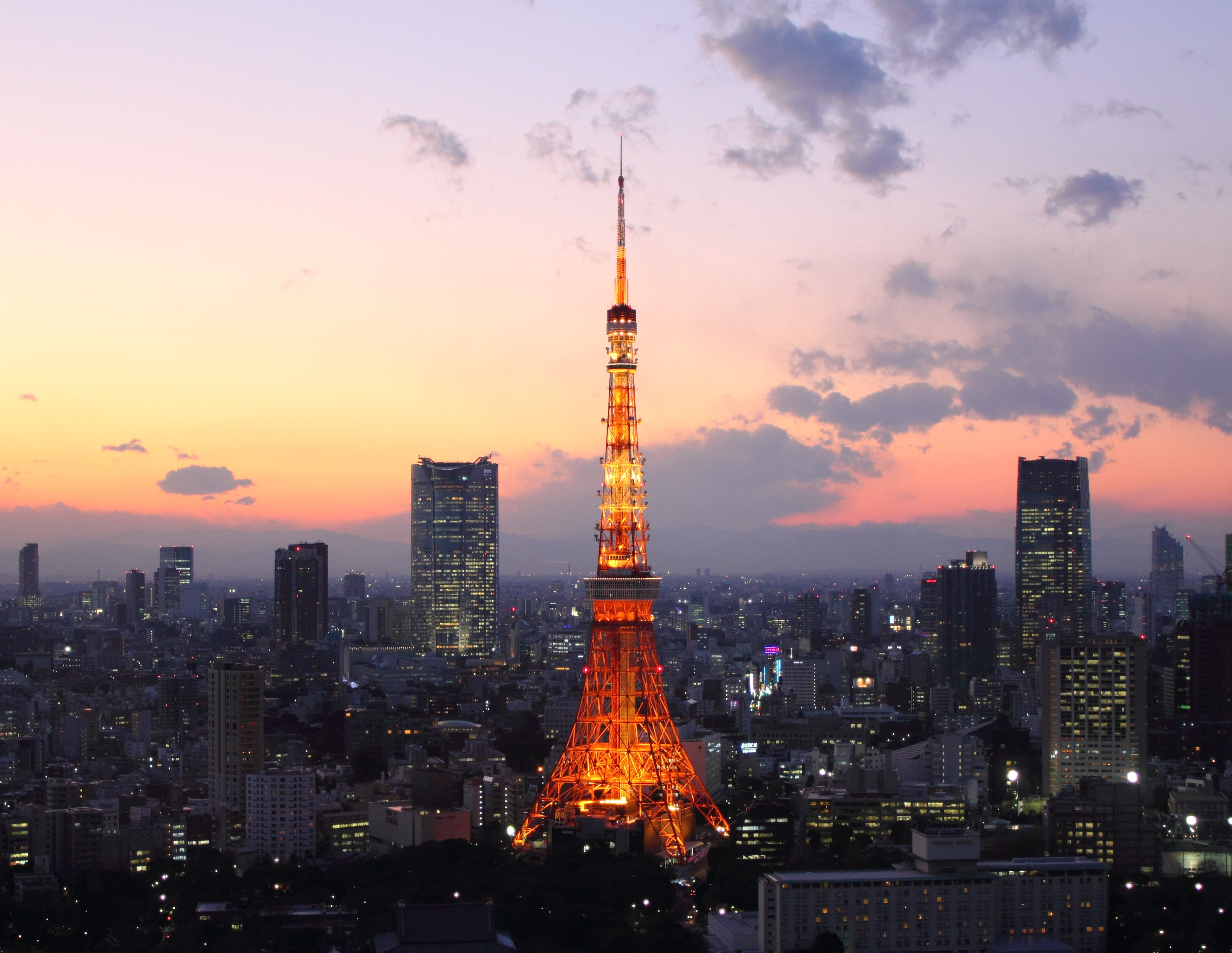
東京タワー。港区芝公園にある総合電波塔。展望台と科学館などを併設する観光名所。
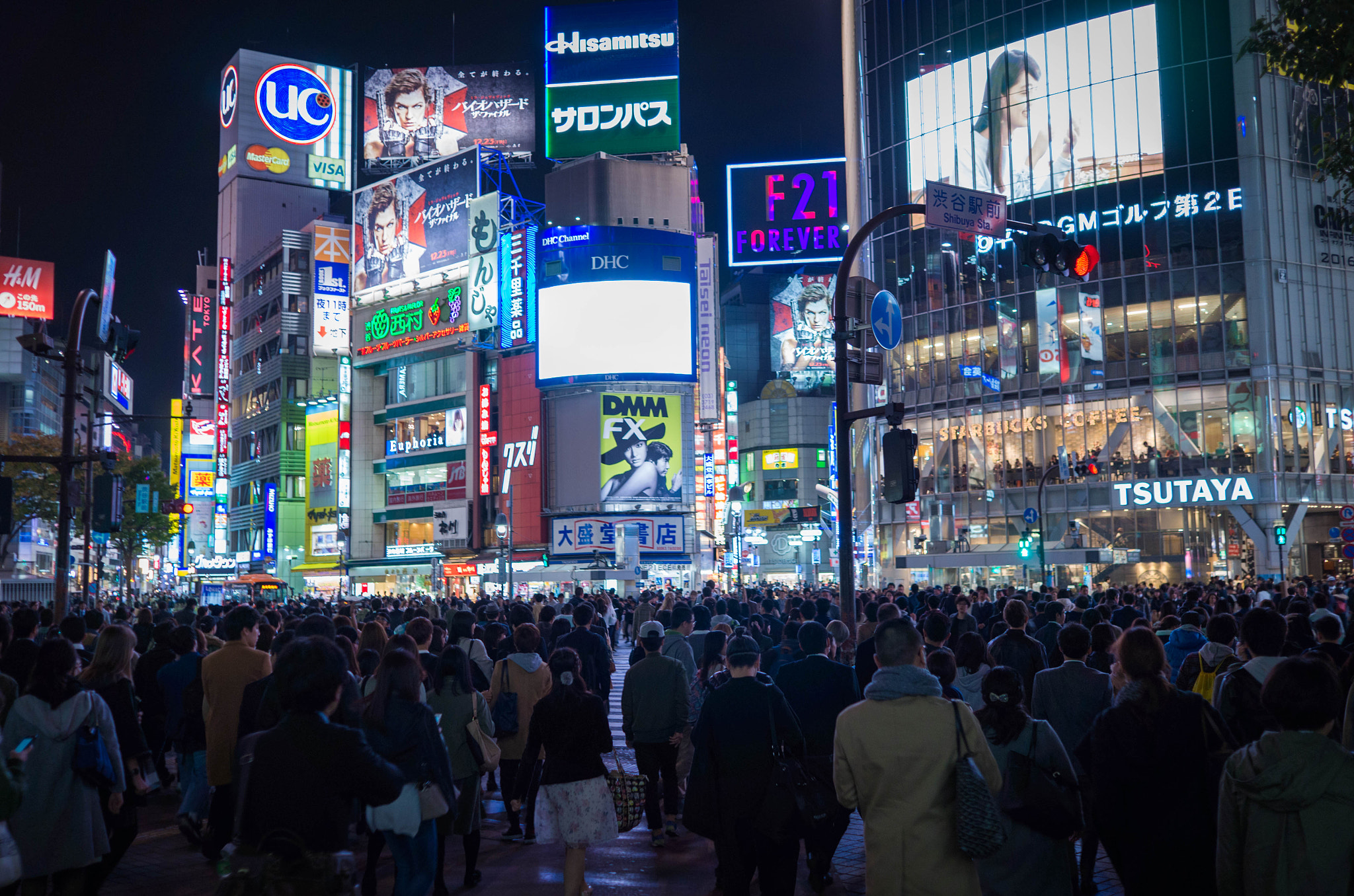
渋谷スクランブル交差点。世界一混み合う交差点として知られている。
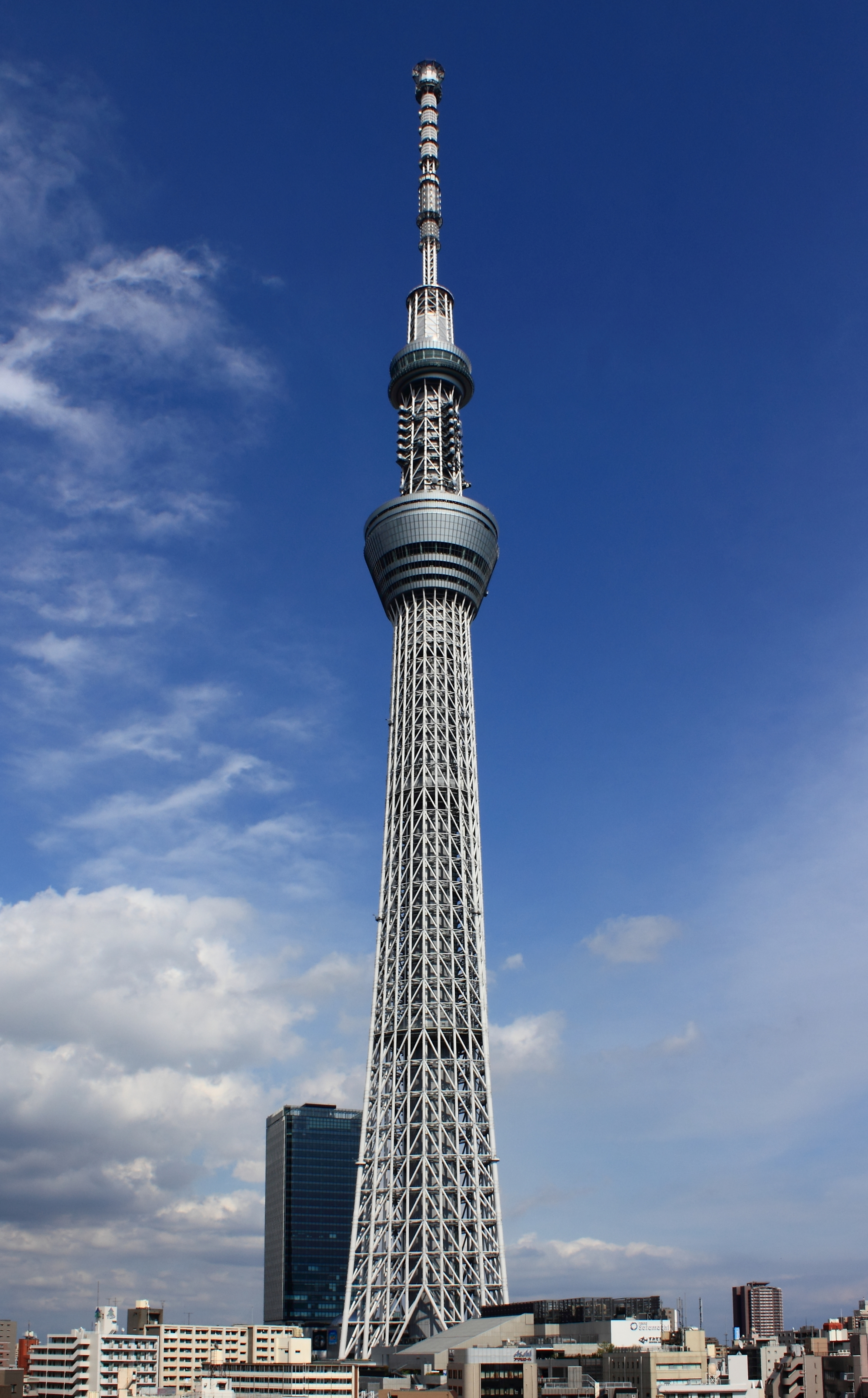
東京スカイツリー。墨田区押上にある電波塔で、展望台や商業施設なども併設する日本で一番高い塔。
新宿の高層ビル群越しに富士山を望む。
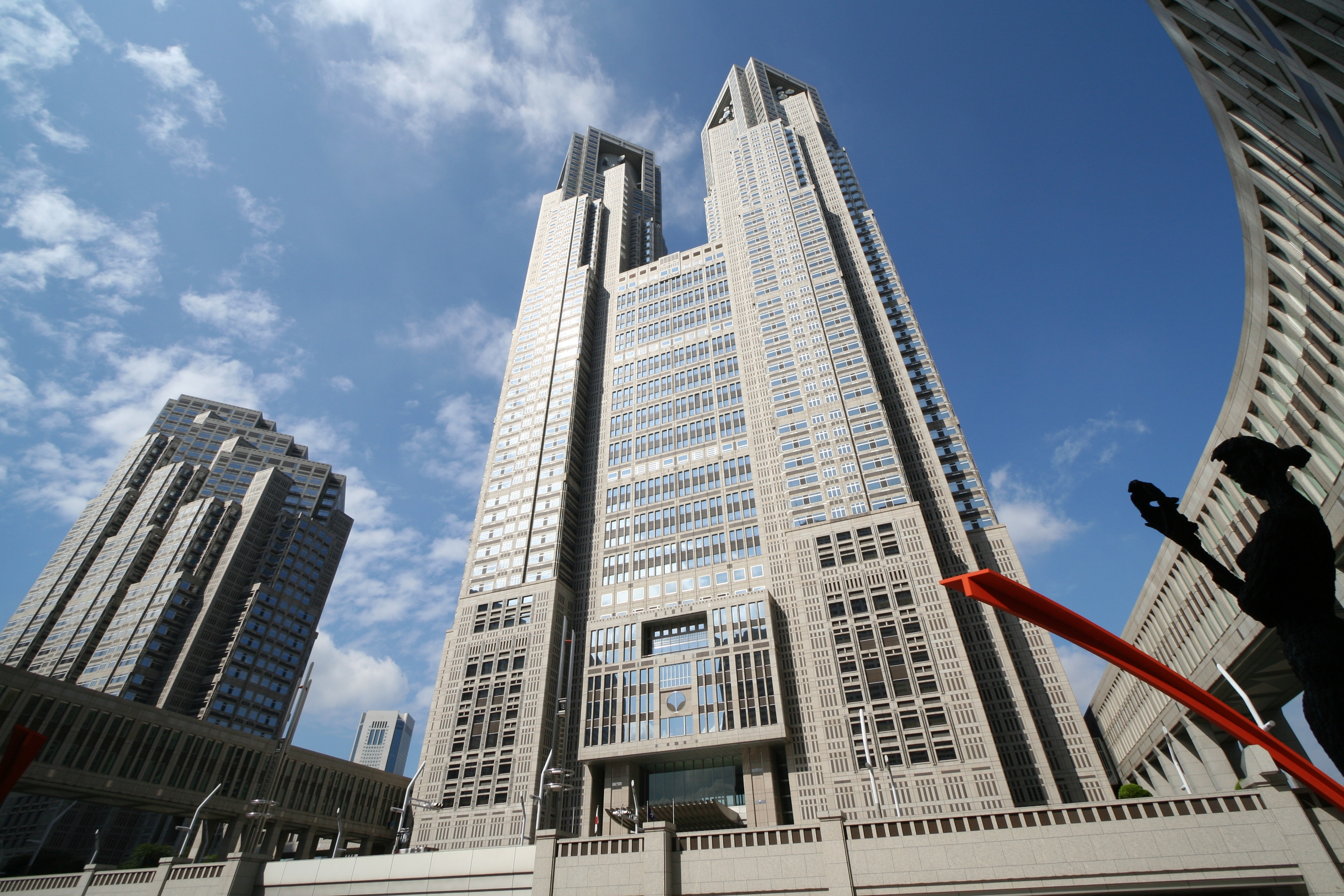
東京都庁舎（新宿区）。無料の展望台もあり、観光客も多数訪れる。
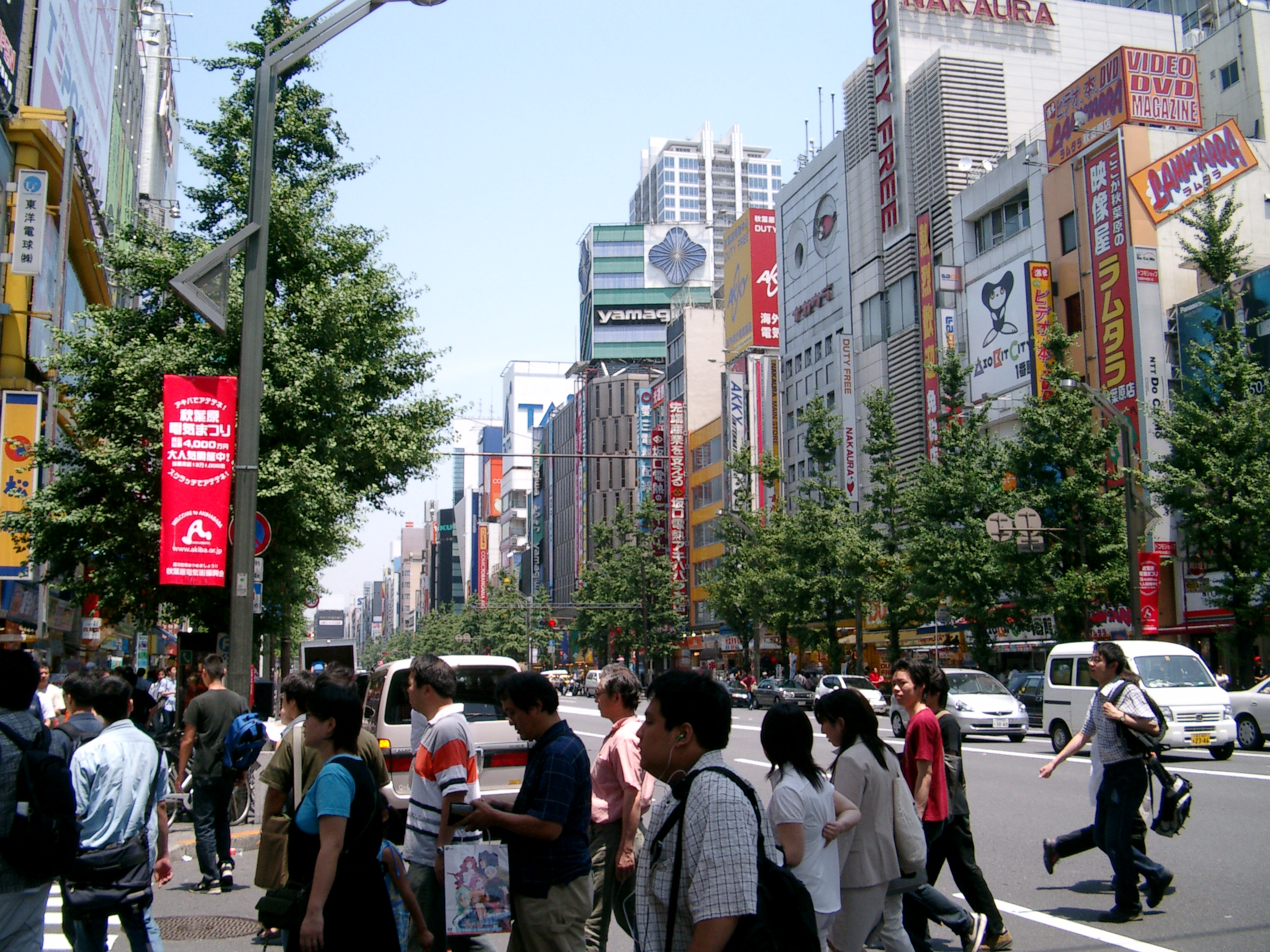
秋葉原。江戸時代は下級武士の屋敷が集まっていた。現在では電気街、アニメグッズを買える場所として世界的に有名である。
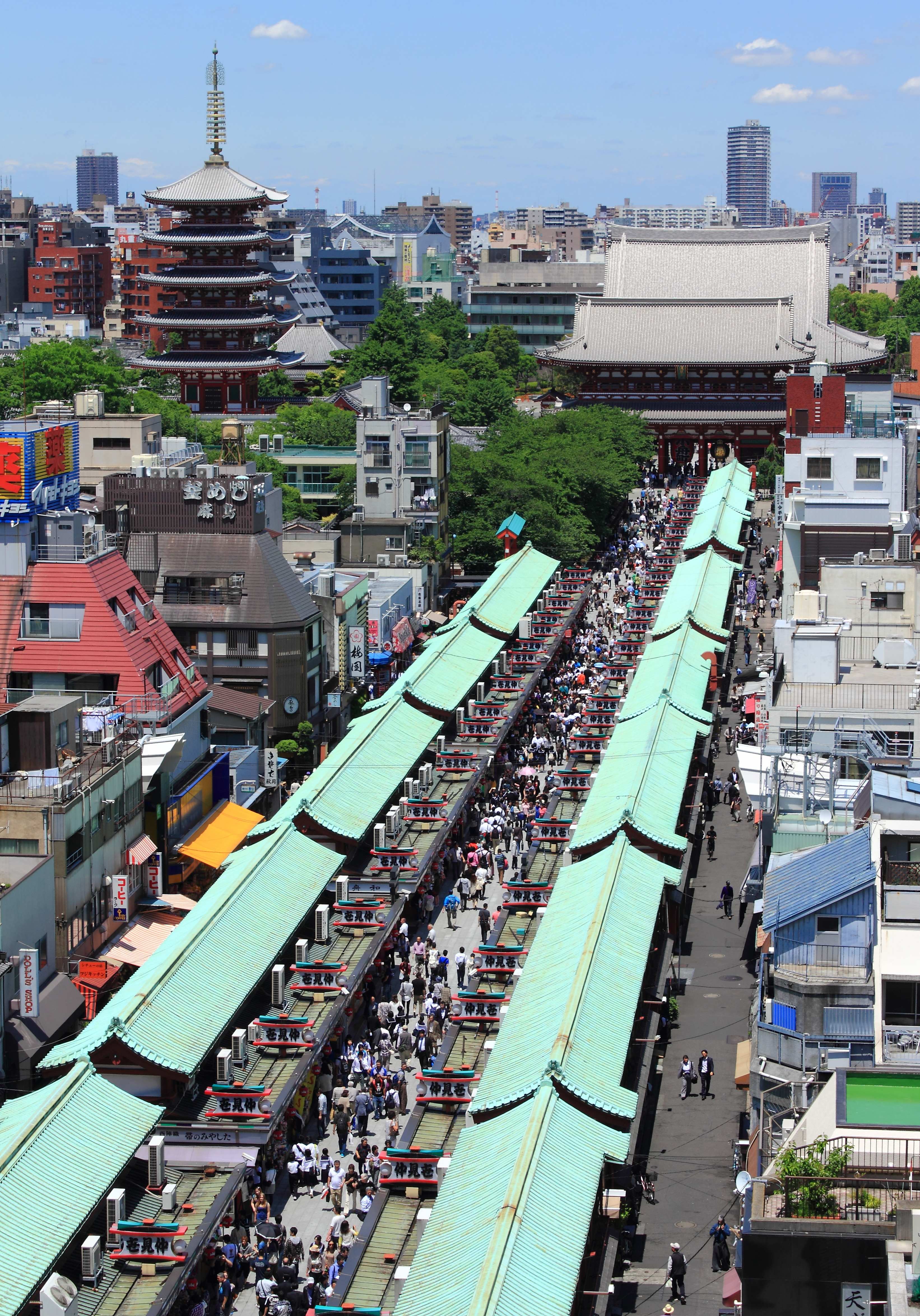
浅草 浅草寺。江戸に入った徳川家康は天正18年（1590年）に浅草寺を祈願所とし寺領を与えた。明暦の大火（1657年）の後、浅草寺裏に吉原遊廓が移転してきた。現在、浅草は東京の下町の一部。
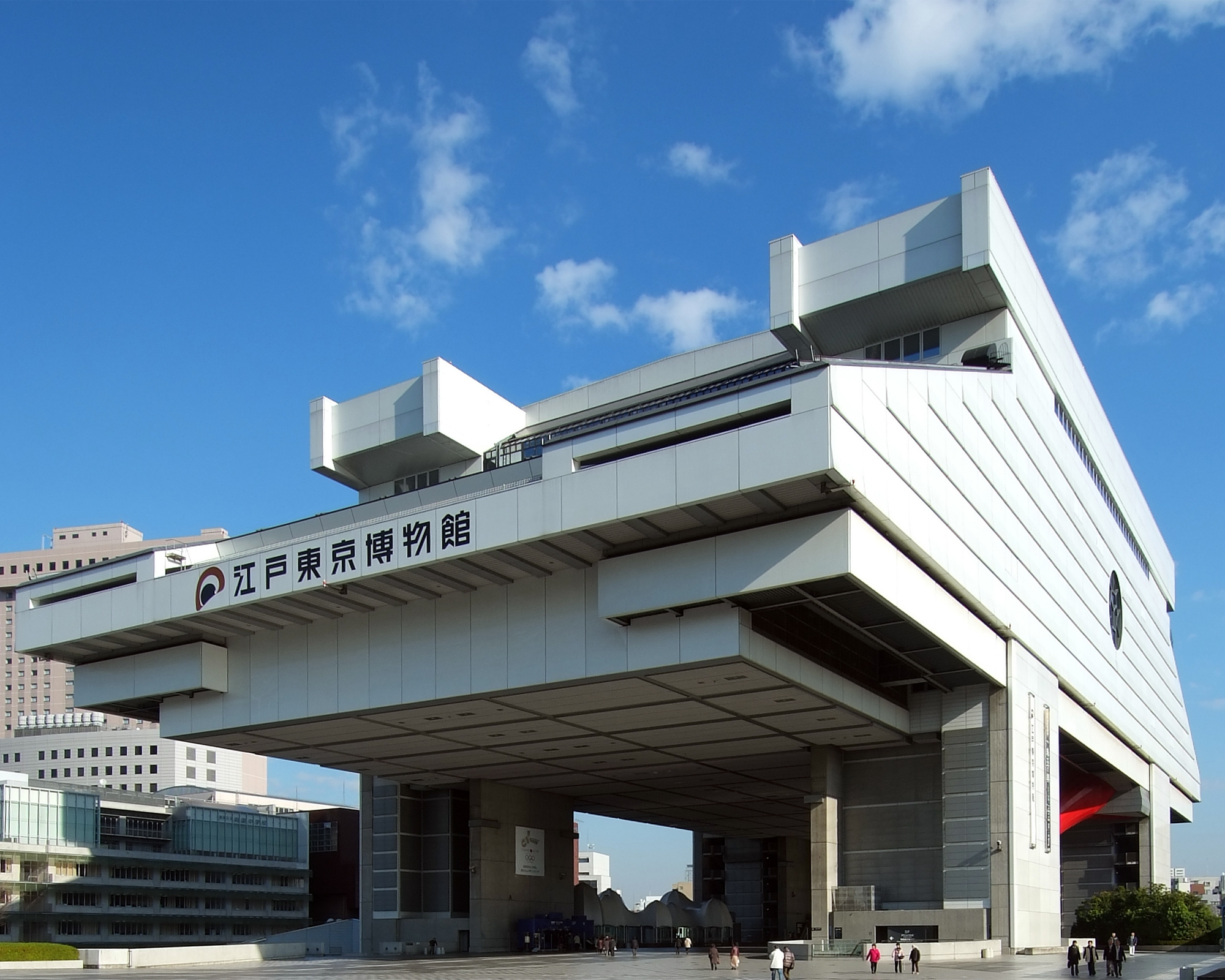
江戸東京博物館（墨田区）。江戸と東京、そこでの人々の暮らし等々について紹介する。
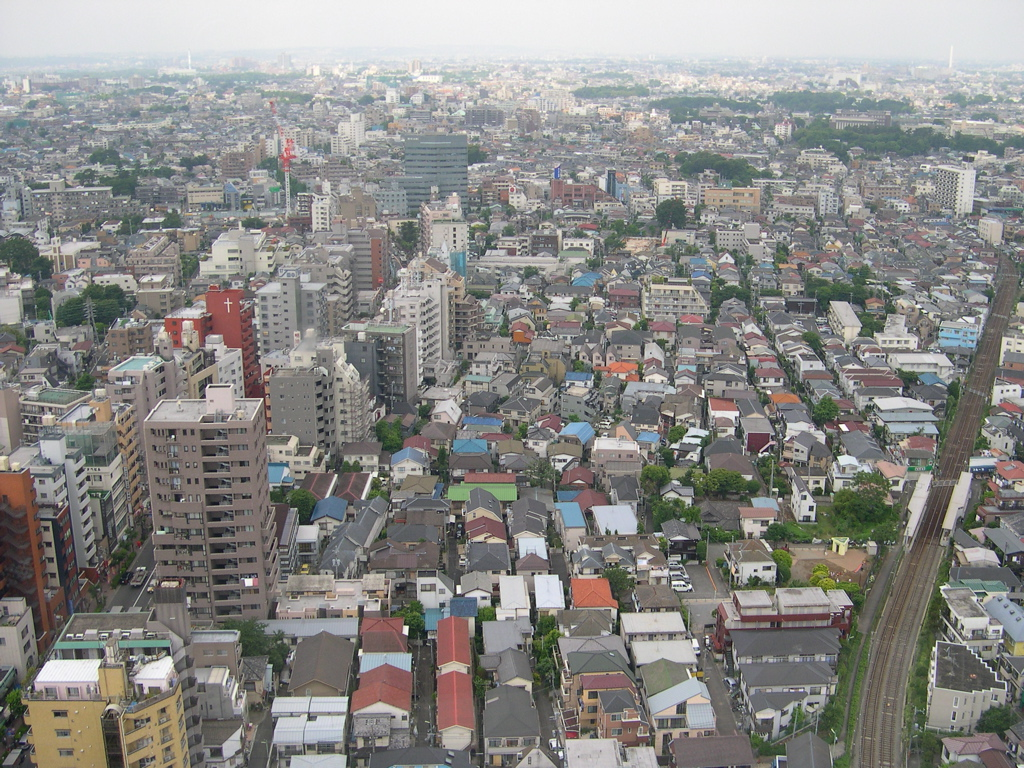
東京都内の区市町村で最も人口が多い世田谷区。区内の多くは閑静な住宅街である。
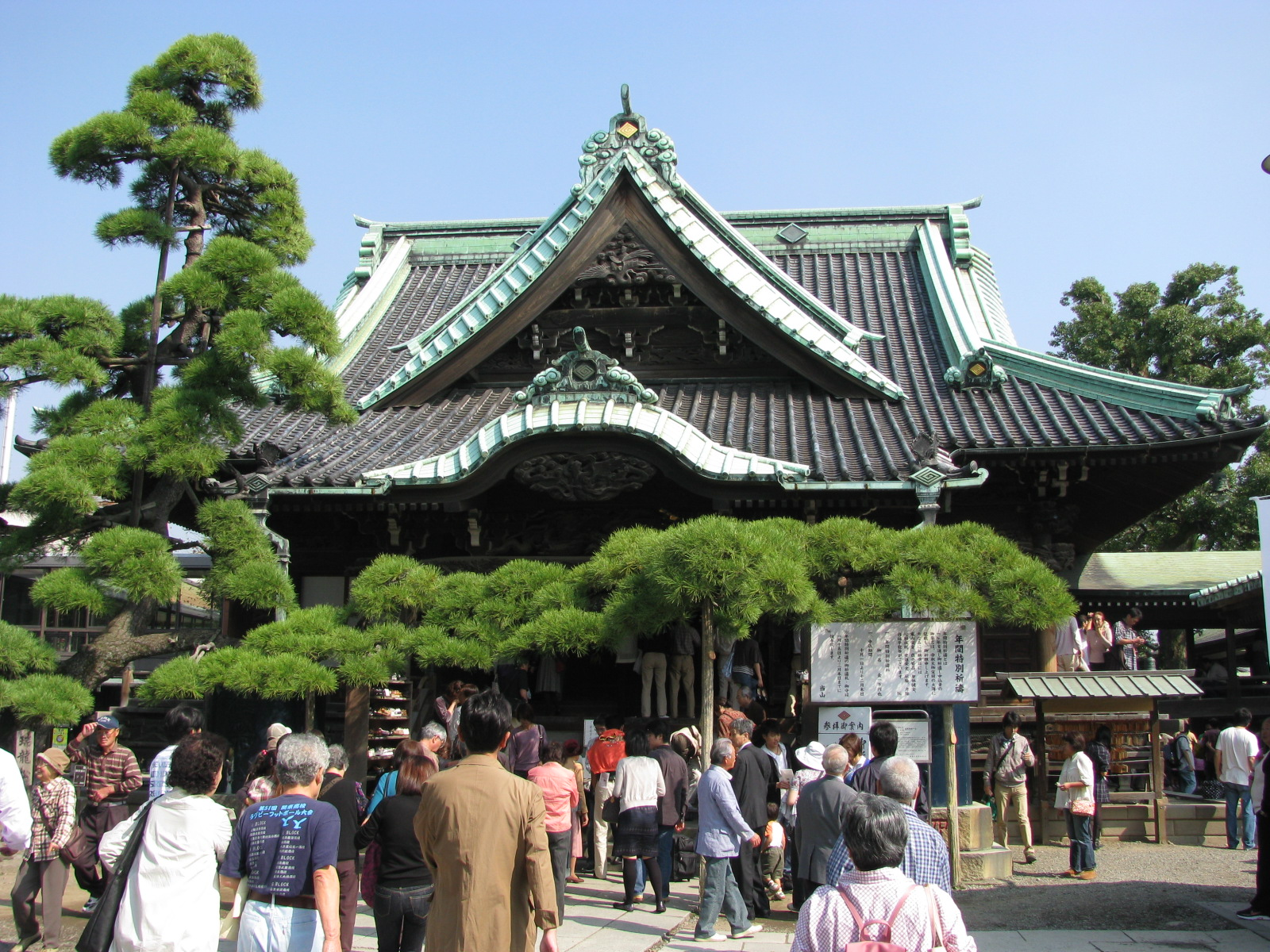
葛飾区柴又は、東京の東の端近くに位置し、下町情緒が漂う。『男はつらいよ』シリーズで全国的に有名になった。写真は柴又帝釈天。
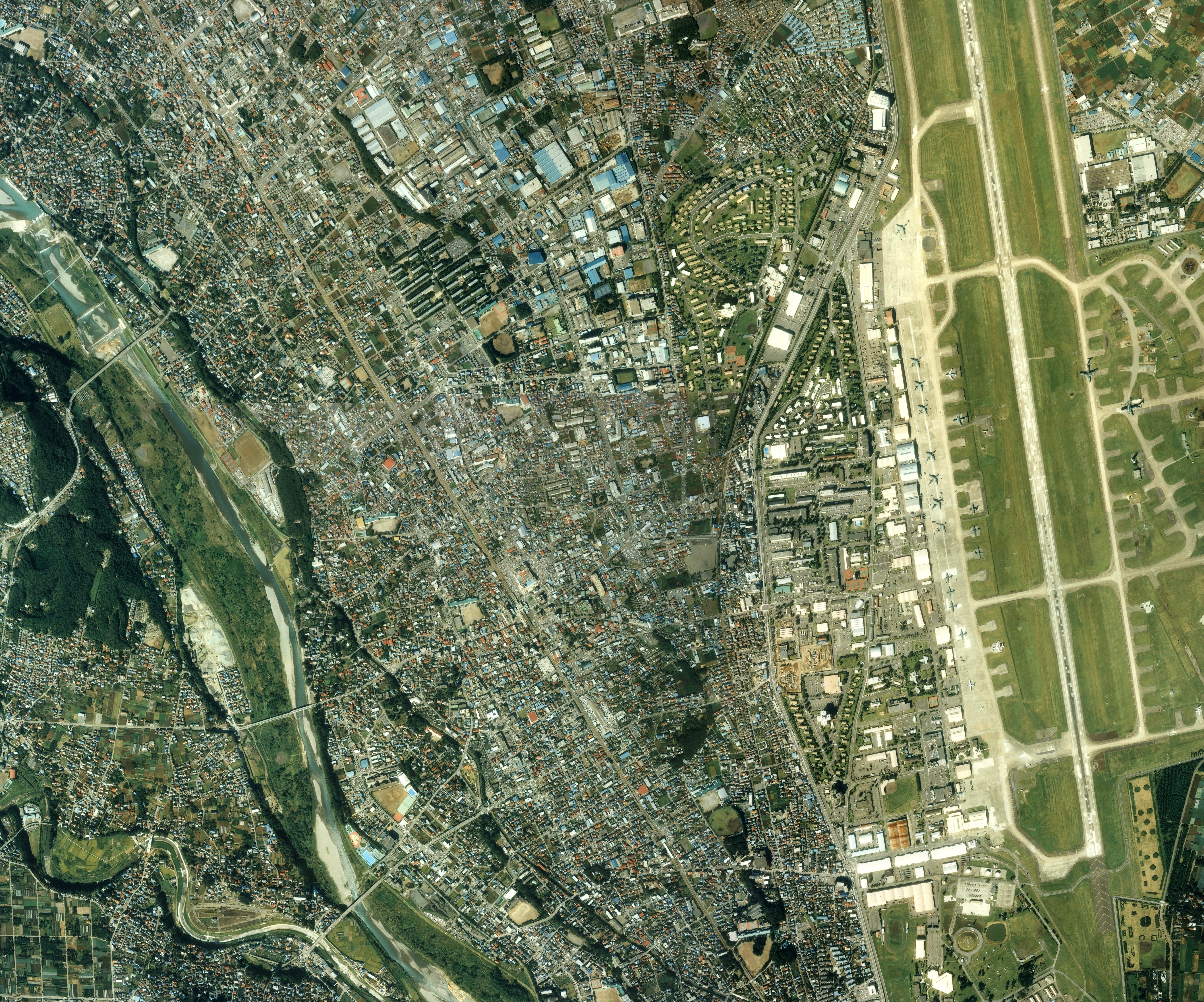
東京の西部、福生市（ふっさ）で1940年ころから建設された横田飛行場は戦後はアメリカ空軍基地や自衛隊基地として使われ、周囲にはアメリカ兵向けの店などが並ぶ。
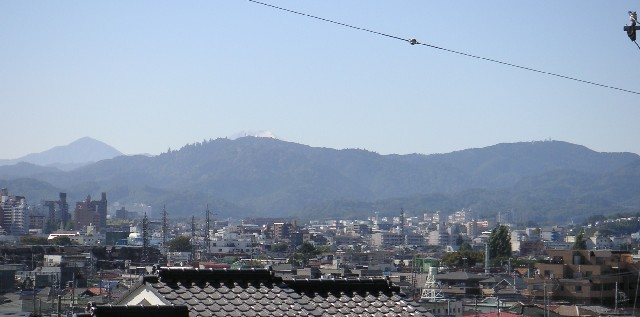
東京西部、八王子市にある高尾山。標高599mで、年間登山者（訪問者）数は260万人以上。歴史ある霊場で神社仏閣なども多数あり、ミシュランガイドで三つ星（最高ランク）と評価され外国人観光客にも人気がある。
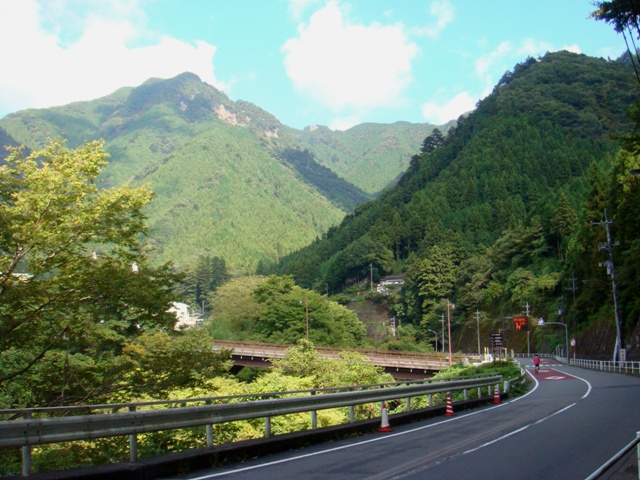
東京都の西端近く、西多摩郡の山間部にある檜原村（ひのはらむら）ではジャガイモ、コンニャクイモ、ワサビ、きのこなどが特産品。
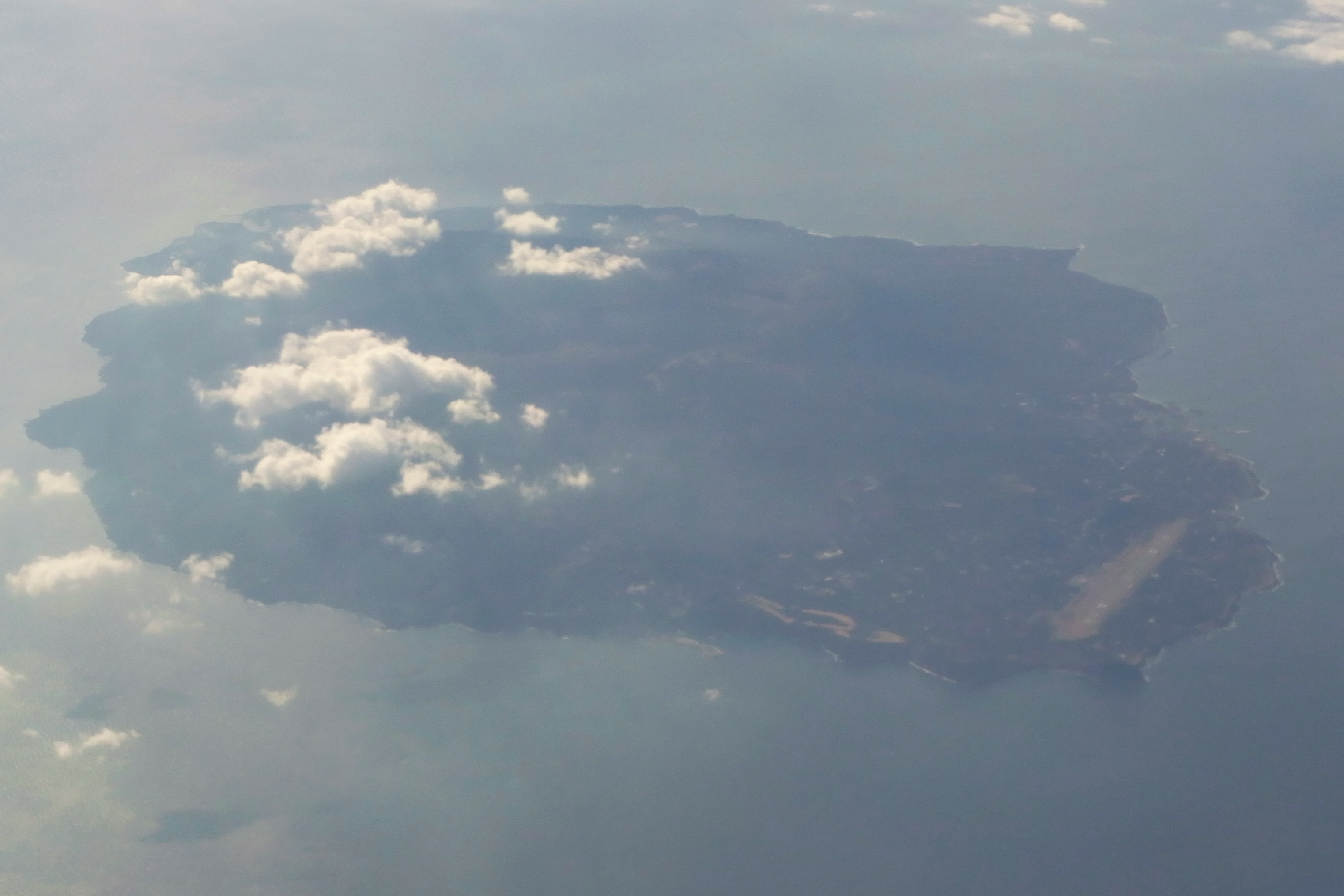
離島の伊豆大島なども東京に含まれる。

## その他
和文通話表で、「と」を送る際に「東京のト」と言う。
また、名字にも「東京」が存在しており、東京奠都によって地名が江戸から東京へ変わった際、名字を変えたと考えられている。